# 高市早苗
高市 早苗（髙市 早苗、たかいち さなえ、1961年〈昭和36年〉3月7日 - ）は、日本の政治家。自由民主党所属の衆議院議員（10期）。
経済安全保障担当大臣、内閣府特命担当大臣 （クールジャパン戦略、知的財産戦略、科学技術政策、宇宙政策、経済安全保障）（第2次岸田第1次改造内閣・第2次岸田第2次改造内閣）、内閣府特命担当大臣（クールジャパン戦略）（第2次岸田第2次改造内閣）、総務大臣（第18・19・23代）、内閣府特命担当大臣（マイナンバー制度担当）（第3次安倍第2次改造内閣・第4次安倍第2次改造内閣）、内閣府特命担当大臣（沖縄及び北方対策、科学技術政策、少子化・男女共同参画、食品安全、イノベーション担当）（第1次安倍内閣）、 経済産業副大臣（第1次小泉第1次改造内閣・福田康夫改造内閣・麻生内閣）、通商産業政務次官（小渕内閣・小渕第1次改造内閣）、衆議院議院運営委員長、同文部科学委員長、自由民主党政務調査会長（第55・60代）、同日本経済再生本部長、同広報本部長、同情報調査局長、同遊説局長、同奈良県連会長などを歴任。
AIWS世界リーダー賞受賞（2023年）。「安倍晋三元内閣総理大臣感謝と継承の会奈良」顧問、ダボス会議（世界経済フォーラム）2008年度ヤング・グローバル・リーダー。

## 来歴

### 生い立ち
奈良県出身（現住所は大和郡山市筒井町）。父親はトヨタ系列の自動車会社勤務、母親は奈良県警察勤務という共働き家庭に育った。小学校に入る前から全文を暗記していた両親から教育勅語を繰り返し教えられて育った。小学校の途中から橿原市に住む。橿原市立畝傍南小学校卒業。橿原市立畝傍中学校卒業を経て奈良県立畝傍高等学校卒業。神戸大学経営学部経営学科へ進学。専攻は経営数学。大学生時代は軽音楽部に所属し、ヘヴィメタルバンドでドラムを担当。
1984年（昭和59年）3月、大学卒業。同年4月、松下政経塾に入塾（第5期生）。
1987年、松下政経塾より資金提供を受けてCongressional Fellowとして派遣され、米民主党下院議員のパトリシア・シュローダーの個人事務所で、議員立法のための調査や分析を行った。なおこの米国派遣については後に、選挙公報や著書で「連邦議会立法調査官」というfellowの訳としては不適切かつ誤解を招く訳語を使用していると指摘された。
1989年（平成元年）に日本に帰国し、松下政経塾を卒塾して亜細亜大学系列の日本経済短期大学（のち亜細亜大学短期大学部）助手に就任。

### テレビキャスター
1989年（平成元年）3月、テレビ朝日のキャスターとなる。同局の『こだわりTV PRE★STAGE』のキャスターを蓮舫と共に担当。
1990年（平成2年）10月、フジテレビ系列の朝の情報番組「朝だ!どうなる」のメインキャスターとなる。
1992年（平成4年）5月19日、第16回参議院議員通常選挙・奈良県選挙区（改選数1）の公認申請を自由民主党県連に提出した。同年6月9日、党県連（会長：奥野誠亮）は奈良県選挙区の公認候補を決めるため、奈良市内のホテルで拡大役員総会を開いた。候補に名乗りを挙げたのは高市と、参議院議員の服部安司の三男の服部三男雄の2名。有権者313人のうち出席した215人が投票し、投票は異例の無記名で行われた。前日までの不在者投票と合わせて開票した結果、服部が162票、高市が137票、無効が1票で服部に決まった。同月10日、県連は党本部に服部の公認を申請した。同月29日、高市は無所属で立候補すると表明し、保守分裂選挙が確定した。
同年7月26日、参院選投開票。無所属で立候補したが、服部に大差で敗れ落選。本人曰くこの選挙中に怪文書をばらまかれるなどの嫌がらせを受けたという。

### 衆議院議員に初当選

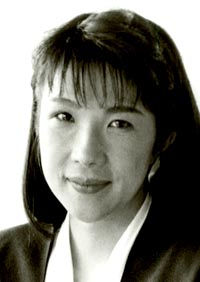
1998年、通商産業政務次官時

1993年（平成5年）、第40回衆議院議員総選挙に奈良県全県区（定数5）から無所属で出馬し、得票数トップで初当選。当選後、新党さきがけに公認申請するも断られる。選挙後の内閣総理大臣指名選挙では、自民党総裁の河野洋平に投じた（投票の結果、日本新党の細川護熙が首班指名）。
1994年（平成6年）、政策集団「リベラルズ」に参加。同年4月にリベラルズを母体に結党された自由党（柿澤自由党）の結党に参加。党首の柿澤弘治が同年4月に羽田内閣で外務大臣に就任したため、与党の一員となった。
同年7月、自由党は自民党を離党した海部俊樹を代表とした自由改革連合に参加したため、その結党メンバーとなる。
更に同年12月、新生党・公明党の一部・民社党・日本新党・自由改革連合など（主に統一会派「改革」を結成していた勢力）が結集した新進党の結党に参加した。
1996年（平成8年）10月の第41回衆議院議員総選挙では、小選挙区比例代表並立制導入に伴い、奈良1区から新進党公認で出馬し、2選。
同年11月に新進党を離党し、同年12月に自由民主党（自民党）に入党。新進党を離党した理由としては、「総選挙前、新進党の税制調査会で徹底的に議論した上で『大規模な減税は不可能』という結論を出したにもかかわらず、新進党党首の小沢一郎が総選挙の公示日に突然、十八兆円の大規模減税策を公約に掲げたこと」を挙げた。
自民党入党後は清和政策研究会（三塚博派→森喜朗派）に所属（のち派閥離脱）。
1998年（平成10年）7月、小渕内閣で通商産業政務次官に就任。
2000年（平成12年）の第42回衆議院議員総選挙では比例近畿ブロック単独で出馬し、3選。
当選後の同年7月11日より、首相の森喜朗を支援する「勝手補佐官」を自称し、同じく自民党国会議員の下村博文、世耕弘成、山本一太と共に活動した。
2002年（平成14年）、第1次小泉改造内閣で経済産業副大臣に就任。また、自民党による一般向けの政治講座「きょうと青年政治大学校」の講師として「日本経済の再生」について演説した。

### 落選と復帰
2003年（平成15年）の第43回衆議院議員総選挙では、奈良1区で民主党の馬淵澄夫に敗れ、比例代表での復活当選もならず落選した。
2004年（平成16年）、秘書をしていた高市の弟が山本拓衆議院議員の事務所で雇われたことが縁で結婚した。同年6月初旬に電話で「真剣に結婚相手を探しておられるんでしたら、僕もバツイチですので、立候補しますよ」とのプロポーズを山本から受け、｢即断即決で、１週間後にOKの電話を致しました｣と、交際0日でプロポーズを受諾したことを同年9月に自身の公式サイトで結婚報告と共に明かした。山本拓は再婚であったために披露宴を行わないことを提案したが、初婚だった高市のウェディングドレスを着たいという強い希望で、大阪と都内で盛大な披露宴が開かれた。
同年4月、近畿大学教授（学部は経済学）に就任した。
2005年（平成17年）の第44回衆議院議員総選挙（郵政選挙）では、奈良2区の自民党候補であった滝実が、首相の小泉純一郎が推進する郵政民営化法案に反対して自民党を離党した（造反組）ため、高市は自民党による滝への刺客候補として同区に国替えして立候補した。高市は滝を破って再び衆議院議員へ当選し、国政に復帰。これにより近畿大学も退職。なお滝も新党日本から比例代表で復活当選している。

### 内閣府特命担当大臣に就任

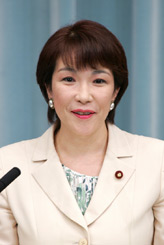
2006年に内閣府特命担当大臣としての入閣時の会見にて

2006年（平成18年）、第1次安倍内閣で初入閣し、内閣府特命担当大臣（沖縄及び北方対策、科学技術政策、少子化・男女共同参画、食品安全、イノベーション担当）に就任した。
同年8月15日の終戦記念日に、高市は第1次安倍内閣の閣僚の中で唯一靖国神社に参拝した。当初は公務を優先して参拝しない意向だったが、「全閣僚が終戦記念日に靖国神社へ参拝しないことを避ける」ために、みんなで靖国神社に参拝する国会議員の会会長・島村宜伸から要請を受け、同日の夕方に急遽参拝を行った。
同年10月、自民党政務調査会の「青少年特別委員会」委員長および「繊維・ファッション産業政策小委員会」委員長を務めた。2008年（平成20年）、青少年が安全に安心してインターネットを利用できる環境の整備等に関する法律の作成に携わる。
2008年（平成20年）8月、福田康夫改造内閣で経済産業副大臣に就任し、麻生内閣でも再任された。

### 野党時代

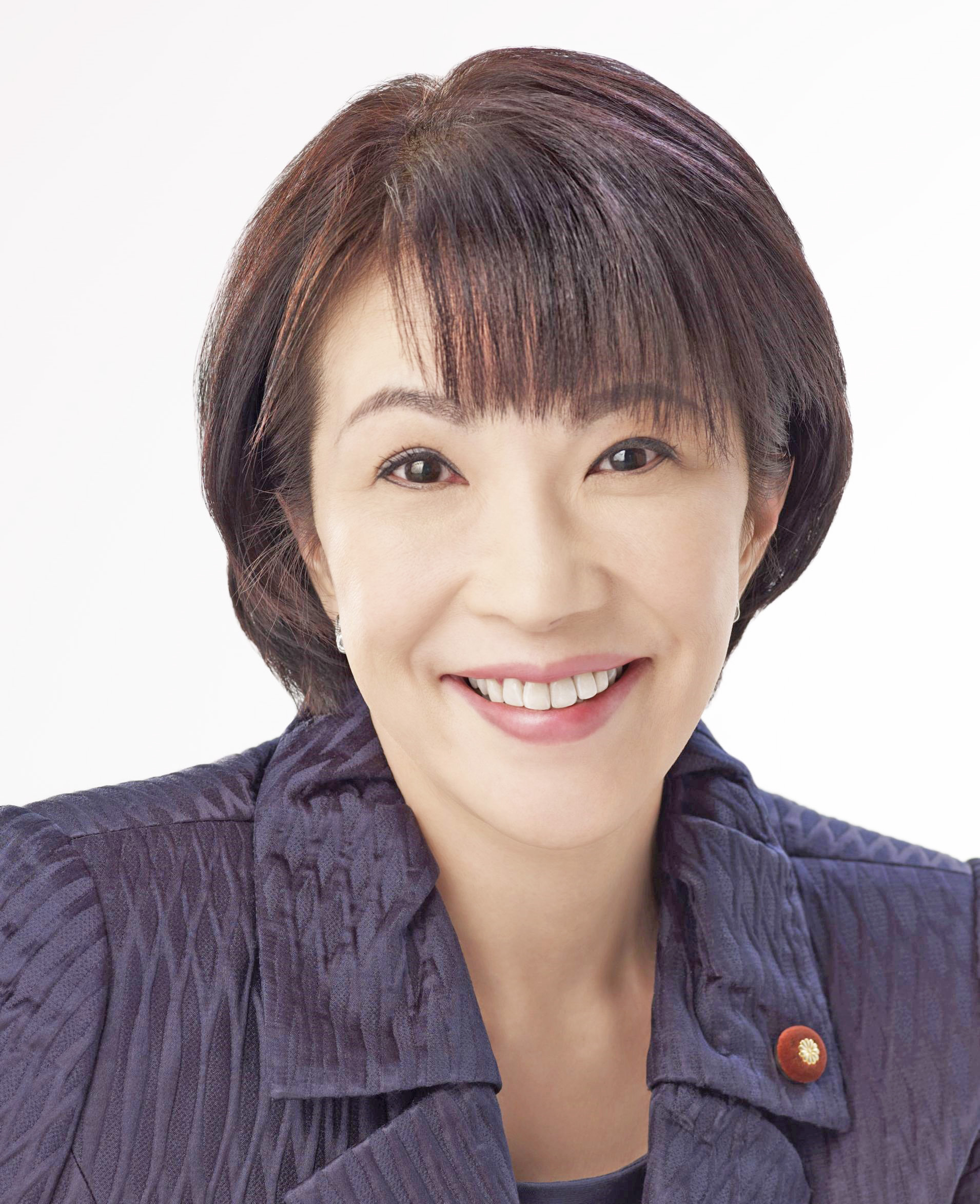
2010年撮影

2009年（平成21年）8月の第45回衆議院議員総選挙（政権交代選挙）では奈良2区で立候補した。前回の選挙で破った滝実（新党日本を離党し、衆議院解散後に民主党に入党していた）に敗れたが、比例近畿ブロックで復活当選し5選。
2009年11月、「児童買春、児童ポルノに係る行為等の処罰及び児童の保護等に関する法律の一部を改正する法律案」を提出した。当初は成立しなかったが、その後も同様の改正案を提出し、2014年6月に法改正を達成した。
2011年（平成23年）、清和政策研究会（森喜朗派）を離脱し、無派閥となった。理由は「次期総裁選で、派閥会長の町村信孝ではなく、安倍晋三を支援したいため」だったという。
翌2012年（平成24年）の総裁選では、公言していた通り安倍晋三を支援し、推薦人にも名を連ねた。
新総裁となった安倍より、自民党広報本部長を任命され就任。次期総選挙に向けて「日本を、取り戻す。」のキャッチコピーのもと、安倍と、幹事長の石破茂が連記されたポスターを作成し、話題となる。

### 自民党政務調査会長に就任
2012年（平成24年）12月の第46回衆議院議員総選挙で当選し、6選。同選挙では自民党が大勝して絶対安定多数の議席を獲得し、再び与党となった。当選後、自民党政務調査会長に女性として初めて就任した。自民党日本経済再生本部長も務めた。

### 総務大臣に就任

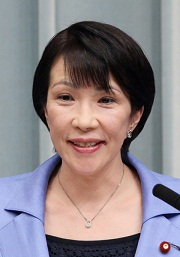
2014年に総務大臣としての入閣時の会見にて

2014年（平成26年）9月3日に発足した第2次安倍改造内閣で、女性初の総務大臣に就任した。同年12月の第47回衆議院議員総選挙で7選。その後発足した第3次安倍内閣、第3次安倍改造内閣、第3次安倍再改造内閣で3内閣続けて総務大臣に再任された。
2016年（平成28年）2月8日、高市は総務大臣として、放送局が政治的公平性を欠く放送を繰り返した場合、放送法4条違反を理由に電波停止を命じる可能性に言及した。同年2月12日、総務省は衆議院予算委員会理事懇談会で「政治的公平性」の解釈に関する政府統一見解を示した。
2017年（平成29年）6月20日、総務大臣の在任日数が歴代1位となった。
同年7月19日、山本拓と離婚した。
同年8月3日、内閣改造によって大臣を退任した。総務大臣としての在任期間は、1066日であった。同年10月の第48回衆議院議員総選挙で8選。同年11月、新設された自民党サイバーセキュリティ対策本部長に就任した。
2018年（平成30年）10月、衆議院議院運営委員長に就任した。議院運営委員長に女性が就任するのは衆参両議院合わせて初めてであった。
2019年（令和元年）9月11日、第4次安倍再改造内閣で再び総務大臣に就任した。内閣府特命担当大臣（マイナンバー制度）も務めた。
2020年（令和2年）9月17日、安倍総理の辞任に伴う内閣総辞職および菅義偉内閣の発足に伴い、総務大臣を退任した。後任大臣の武田良太との引き継ぎ式では、「NHK受信料と携帯電話料金の改革を完遂したかった」と語ったという。

### 自民党総裁選へ立候補
2021年（令和3年）2月から安倍晋三の再々登板に向け、勉強会を重ねてきたが、菅義偉に義理立てをする安倍前総理が立候補に後ろ向きであったことから、自身が立候補する決意をしたと高市氏は述べている。総裁選の基軸政策である「日本国土強靭化計画（サナエノミクス）」等の政策はこの勉強会で練り上げたものである。菅総理が自民党総裁選の不出馬を表明した後、安倍前総理は高市氏を全面的に支援すると発表した。
同年8月10日の週刊誌『週刊文春』に論文「総裁選に出馬します!」を寄稿し、同年9月に実施される自民党総裁選挙（9月17日公示、9月29日投開票）への立候補の意欲を示した。理由として「私が菅義偉を総裁に支持した理由は菅が『安倍内閣の政策を踏襲する』と語ったことであったが、菅内閣ではアベノミクスの2本目の矢である『機動的な財政出動』が適切に実行されなかった」と指摘した。
さらに8月26日発売の『月刊Hanada』に、有本香を聞き手とする「わが政権構想」を寄稿し、「支持率1パーセントになっても菅総理を支える」と語った。
同日、正式に総裁選への立候補を表明。9月8日には総裁選出馬の記者会見を開き、「私、高市早苗は、日本を守る責任と、未来を拓く覚悟を持って、ここに自民党総裁選挙への立候補を表明いたします。」と、正式に立候補を表明。自民党総裁に女性が立候補したのは2008年総裁選の小池百合子以来2人目。また、16日に野田聖子も立候補を表明したことで、2021年総裁選は男性2人、女性2人の立候補となった。
第1回投票で国会議員票は岸田文雄に次ぐ114票で河野太郎の86票を上回る2位につけるも、党員党友票は河野と岸田氏を下回り、得票数3位で決選投票に進めなかった。高市氏は敗北後の支援議員に対して「政策に賛同いただいた。勇気が出ました」と挨拶をした。決選投票の結果、岸田氏が河野を破り第27代自由民主党総裁に選出された。

### 自民党政調会長に再就任
2021年（令和3年）10月1日、自民党政務調査会長に再就任。総裁選を争った河野は自民党広報本部長、野田は内閣府特命担当大臣（地方創生、少子化対策、男女共同参画）に起用された。
同年10月4日に岸田総裁が第100代内閣総理大臣に就任し、第1次岸田内閣が成立した。その日に行われた首班指名選挙の衆議院における投票で「高市早苗」に1票が投じられた。高市の名前が読み上げられた際には議場内にはどよめきが起き、「誰が入れたんだよ!」とヤジが飛んだ。高市に1票を投じたのは丸山穂高衆院議員（NHKと裁判してる党弁護士法72条違反で所属）であった（無論、高市本人は岸田に投票している）。 
同年10月11日、自民党経済安全保障対策本部長に就任。
同年10月31日、第49回衆議院議員総選挙で9選。
同年11月下旬には、一度離婚した山本拓と再婚していたことが、新潮の取材で明らかになった。なお一度目の結婚では自身が山本姓に変更したが、二度目の結婚では山本拓が高市姓に変更し、高市拓となっていたことが、翌年12月の文春の取材で判明した。

### 経済安全保障担当大臣に就任

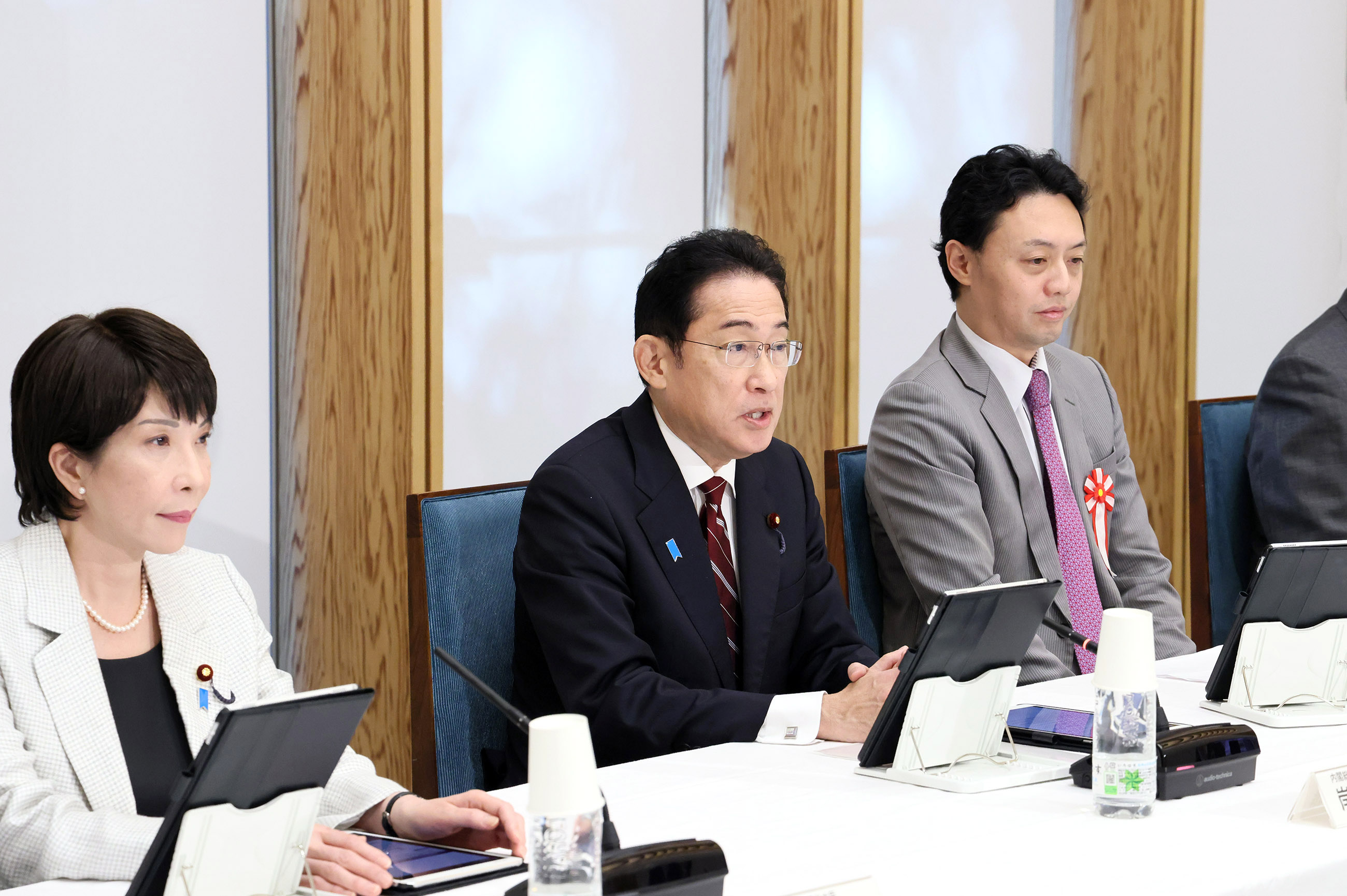
2023年12月21日、AI戦略会議にて

2022年（令和4年）8月10日、経済安全保障、知的財産戦略、科学技術政策、宇宙政策担当の内閣府特命担当大臣として第2次岸田第1次改造内閣へ入閣。科学技術政策担当大臣としては前述の第1次安倍内閣以来約15年ぶりの再登板である。なお大臣秘書官は弟の知嗣が務めている。
同年8月27日、奥野信亮が自民党奈良県連会長を辞任。同年9月25日、自民党奈良県連の総務会が開催。当初は奥野の辞任に伴う会長選挙が予定されていたが、奥野が総務会の冒頭で立候補を取り下げたため、無投票により高市が県連会長に就任した。
2023年（令和5年）3月2日、立憲民主党参議院議員の小西洋之は、放送法が定める「政治的公平」の解釈をめぐる総務省の内部文書を入手したとして、文書の内容を公表をした。同日、高市は記者団に「怪文書だと思う」と述べた。翌3月3日、参議院予算委員会で小西から追及を受けると、文書に記載された自身のやりとりについて「捏造だ」と断言。捏造でなければ、大臣、議員を辞職する意向を表明した。一方、解釈変更を主導したとされる礒崎陽輔は同日、朝日新聞の取材に応じ、「首相補佐官の在任中に、総務省の局長と政治的公平性に関する放送法の解釈について意見交換し、補充的説明をするに至ったのは事実」と述べ、文書に示された一連の経緯をおおよそ認めた。3月6日、松本剛明総務大臣は参議院予算委員会で、放送法の「政治的公平」を巡る新たな見解を示したきっかけが、礒崎からの問い合わせだったことを認めた。3月7日、総務省は、小西が公表した文書と省内に保存している行政文書が同一のものであることを認め、78ページの文書全文をホームページに公開した。
なお、この騒動が影響し4月9日に行われた2023年奈良県知事選挙ではかつて高市の秘書官を務めた平木省が保守分裂や高市自身の高熱もあり応援に駆け付けられず、求心力を失った平木が敗北する一因になったとされる。
同年4月下旬、アメリカ合衆国ボストン・グローバル・フォーラム主催の2023年度AIWS世界リーダー賞を受賞。
同年6月24日、自民党奈良県連が総務会を開き、高市の県連会長続投の方針を決めた。高市は会の冒頭、奈良県知事選挙で平木が日本維新の会候補に敗北したことの責任を取るとして辞任を申し出たが、挙手で採決した結果、出席した委員の大半が続投を支持した。
同年9月13日発足の第2次岸田第2次改造内閣で経済安全保障担当大臣などに留任し県連の会議などへの出席が難しくなっていることを理由に、同月16日に県連役員に辞意を伝え、同日付で受理された。
同年11月15日、国力増強をテーマにした勉強会「『日本のチカラ』研究会」を設立し、国会内で初会合を開いた。この日の勉強会には高市のほか、各派閥などから計13人の議員が出席した。

### 自民党総裁選への2度目の立候補

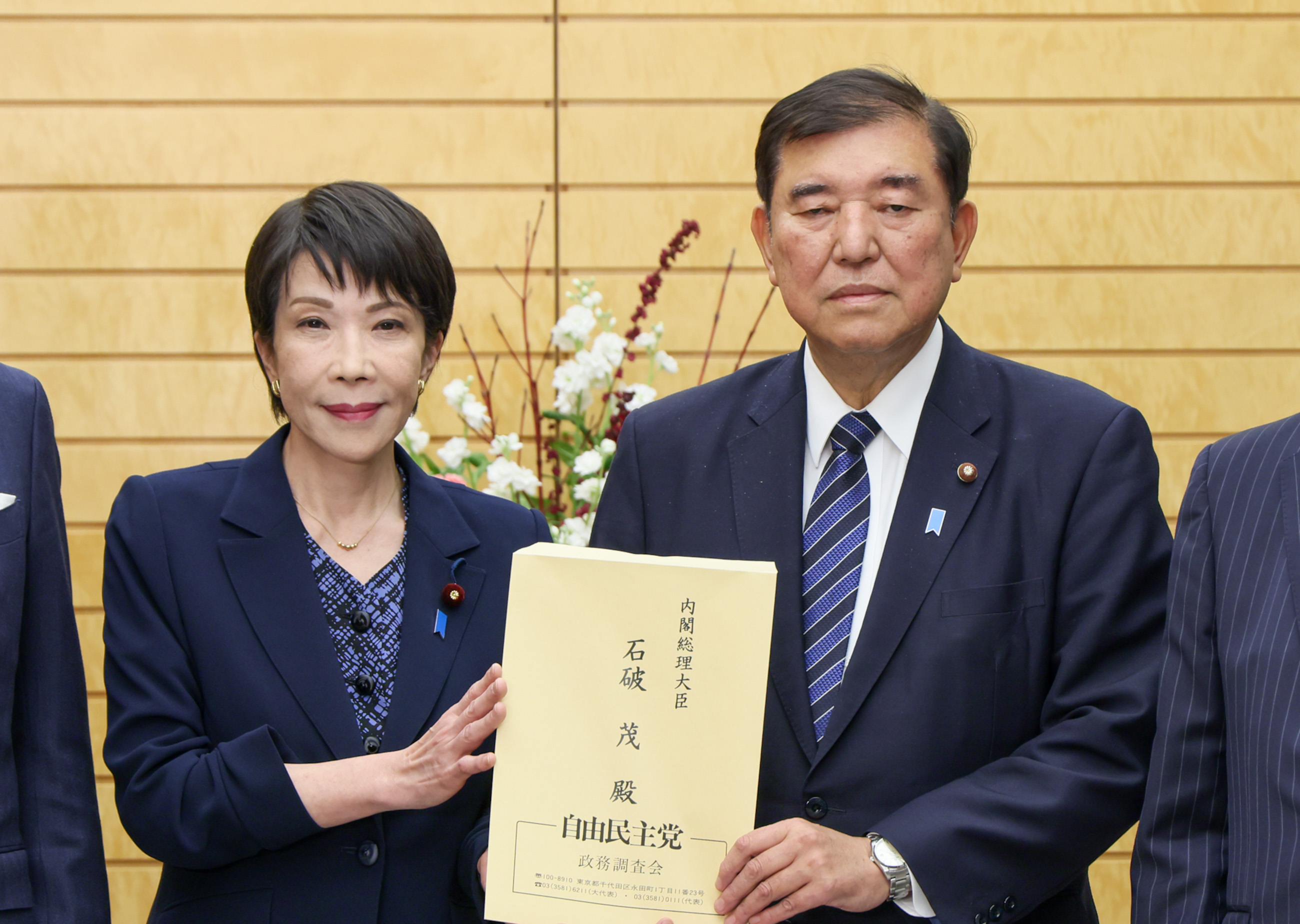
決選投票で争った高市と石破（2024年12月撮影）

2024年9月9日、国会内で記者会見を開き、同月27日投開票の自民党総裁選挙への立候補を表明した。「日本列島を、強く豊かに。」をスローガンに掲げ、総合的な国力強化を訴えた。
同総裁選では、自民党の政治資金パーティー収入の裏金問題で裏金を受け取っていたと党本部が公表した議員が推薦人20人中に13人おり、他の8人の立候補者が0～4人であることと比較すると多数であることについて、「私は（告示）翌日の新聞を見るまで誰が推薦人になったか知らなかった」、「誰を20人に入れるかはチームに任せた」と釈明した。また、党総裁選挙のルールで郵送禁止されたリーフレットを巡る問題等でも注目を集めることとなった。
詳細は「#党総裁選挙のルールで郵送禁止されたリーフレットを巡る問題」を参照。
同年７月の都知事選において全国的には無名ながら160万票を獲得し２位となった元安芸高田市長の石丸伸二の選対本部の事務局長を務めた選挙プランナーの藤川晋之助が、石丸の依頼を受けた時と同様にドトールの鳥羽博道名誉会長の依頼で支援に入ることになった。有力候補であったが、当初の本命は石破ないし小泉進次郎とみられ、高市は3番手ながら選出の可能性は薄いと見られていた。
ところが、討論会で小泉が失速。一方、高市は特に都市部で党員票が伸びていった。これについては、スポーツ報知が高市陣営関係者の見方として、保守系団体の「日本会議」が安倍晋三元首相の代わりとして押し上げたことに加え、選挙プランナーの藤川の存在が大きいと報じている。藤川は、2位に滑り込むことで決選投票に持ち込もうとSNSやユーチューブなどで党員票の獲得を目指した。藤川ら高市陣営関係者によれば、7月の都知事選で石丸を支援した若者たちの一部約50人ほどがフル活動しSNS拡散に寄与し、また、石丸のときと同様にネット動画で都市部党員への浸透を図ったという。
9月27日の投開票当日、1回目の投票で高市は181票を獲得して1位となったが過半数には達せず、154票を獲得した2位の石破茂との決選投票に進んだ。決選投票においては高市は国会議員票が得られず194票で、石破の215票に及ばず、敗退した。
党員・党友票については、都道府県連票では石破の後塵を拝したものの、得票総数では、高市が第一位の203,802票を獲得し、石破の202,558票を上回った。
国会議員票が得られなかった背景には、高市のあまりにも右寄りの姿勢が戦後の自民党政策を全て壊すのではないかといった不安や、急激な都市部党員票の伸びに寧ろカルト的な印象を持つ議員が出るほどの危機感を、議員らが持ったことが要因として見られる。藤川は、原因を派閥の力学として捉え、キングメーカーらの指示により高市のそもそもの票が伸びたのであり、最後には敗れることにもなったとしている。
総裁選後、石破総裁から党総務会長のポストを打診されるも、これを固辞した。
同年10月27日、第50回衆議院議員総選挙で10選。同年11月21日、自民党治安・テロ・サイバー犯罪対策調査会長に就任。

## 政策・主張
高市は自身の政策として、主に次のような提唱および活動を2021年までに行っている。
- 日本国憲法を改正し、「戦争の放棄」などの条項を削除して（自衛隊ではなく）「国防軍」と明記する[104][105]。
- 「国旗損壊罪」の新設を目指し、日章旗を傷つける行為を処罰する刑法改正を推進している[106]。日本の国旗への損壊行為について、現行法で処罰対象となっている外国国章損壊罪と同様に処罰すべきだと主張している[107]。
- 皇位継承問題に関して、男系男子による継承を維持し、旧宮家の皇籍復帰を支持し、女性宮家・女系天皇には反対する[104]。
- 福祉について「いきすぎた結果平等」を削減し、機会平等を推進する。社会保障の「不正な受給」を阻止する[104]。
- 経済について、先端技術などの成長産業への財政投資を積極的に行う[108]。外国との自由貿易を推進する[108]。
- 税制について、所得税の累進課税を廃止する[108]。将来的には[109]企業や金融への増税を行う[108]。
- 教育について、実学を重視し、義務教育におけるプログラミング教育や、高等専門学校・専門学校の拡充をする[108]。
- 安全保障について、防衛費を増額して、敵基地攻撃能力に関する法整備を推進する[105]。サイバーセキュリティを充実させる[110]。
- 歴史観について、靖国神社への参拝を継続する[111]。また「日本が一方的に悪いことになっている」と村山談話に否定的である[112]。
- 暴力やポルノなど「有害な表現」の規制を推進する[113][114][115]。児童売春・児童ポルノ規制法の改正に貢献した[47]。著書では漫画・アニメ・ゲーム分野の支援強化を訴え[116]、それらの表現の自由については配慮する姿勢も見せている[117][118]。
- 家族観について、選択的夫婦別姓に反対し、旧姓（通称）の利用拡大を主張する[119]。

以下、各項目について述べる。

### 国家観
- 高市が守るものとして「国民の生命と財産」「国土と資源」「国家の主権（独立統治権）と名誉」を挙げ、それは「国の究極の使命でもある」などと表明している[104]。
- 「いずれの国旗も、平等に、尊重して扱われるべき」として外国の国旗への損壊が外国国章損壊罪で処罰対象となるのと同様に、日本国旗の損壊行為全く同等の刑罰を盛り込んだ日本国旗損壊等の罪を新設する『刑法の一部を改正する法律案』を起草。刑法改正を求める要望書を2021年1月に「保守団結の会」一同と共に政務調査会長の下村博文に提出した[107][注釈 11]。

#### 憲法改正に賛成
- 憲法改正を強く志向している。「今を生きる日本人と次世代への責任を果たす為に、時代のニーズに応えられる『新しい日本国憲法』の制定を目指す」と表明している[104]。
- 改正内容としては、現行の憲法9条にある「日本国は戦力を保持しない」「交戦権を保持しない」条文を削除することを主張している[105]。
  - 自民党が2012年に作成した改憲草案（外部ページ）について、「2021年現在の自民党案より良い」と評価した[105]。
  - 憲法を改定すべき項目として「緊急事態条項」「戦争放棄と自衛隊」「その他」を挙げた[120]。
- 日本国憲法について、第二次世界大戦で日本が降伏したのち連合国に占領されていた時期に同憲法が制定されていることを根拠として、「すべて見直すべきだ」と主張している[121]。
- 「議員立法作業に取り組むたびに日本国憲法による制約に苦しんできた」と語り、憲法改正の必要性を訴えた[122]。

#### 女系天皇に反対
- 女系天皇に反対している。皇位継承問題に関して、「万世一系という2千年以上の伝統は、天皇陛下の『権威と正統性』の源だ」として、旧皇族の男系男子を皇籍に復帰させることや養子縁組を行わせることによって男系継承を維持すべきだと2021年に主張した[122]。
- 「『女性天皇』には反対しないが、『女系天皇』を容認すると、将来的に天皇陛下直系の祖先は女系も男系も両方民間人になる可能性がある」「正確に受け継がれてきた初代天皇のY1染色体は途絶する」などと2006年に主張した[123][注釈 12]

#### 教育勅語に賛成
- 2000年10月に『教育勅語は生きていく基本の心　日本の「休み」論に再考を』という見出しの記事の中で、「森総理が教育勅語と言って叩かれてしまいましたが、私は教育勅語大好き人間。子どもの頃から両親が、教育勅語の全文をよく読んで聞かせてくれていたんです」「総理にも、総理の大好きな教育勅語の中のとても素敵な心を、新しい教育基本法に堂々と入れてくださいと、お願いしているんです」と述べた[12]。
- 2001年5月に「私の祖父は父が子供の頃、教育勅語を言えなかったらご飯を食べさせなかったそうです。お陰で父は子供の頃から教育勅語をそらんじていました。その頃は同時に家庭だけでなく学校でも、道徳や日本人としての公徳心を身に付けさせられました。親子の関係、夫婦の関係、兄弟の関係というものを、子供だった父がどれだけ理解していたかは別として、常にそらんじるトレーニングをしていました。そういう意味では今の親の世代は大きく変わりましたね。精神的な支柱がどこにもありません」と述べた[124]。
- 自身の公式サイトで2012年09月03日に、『私が幼い頃に両親が繰り返し教えてくれたのは、「教育勅語」（「教育ニ関スル勅語」明治23年10月30日）でした。小学校に入る前から全文を暗記していたのだという両親が、楽しそうに声を合わせて唱える姿が好きでした』『現代においても尊重するべき正しい価値観ですし、子供も大人も覚えて繰り返し唱和することで、日本人全体が心を合わせて道徳を実践する空気を醸成したものだと思います。この見事な教育勅語は、敗戦後のGHQ占領下で廃止されてしまいました。日本が独立統治権を失っている間に壊されていったものは余りにも大きく、政治体制、教育政策、精神文化など多岐に渡って、その影響は現在にも及び続けています』と述べている[13][14]。

### 経済・財政

#### 積極的な財政出動
- 自身の経済政策を『日本経済強靭化計画』(または『ニュー・アベノミクス』『サナエノミクス』)と呼び、第1の矢を「大胆な金融緩和」、第2の矢を「緊急時に限定した機動的な財政出動」、第3の矢を「大胆な危機管理投資・成長投資」としている[108]。
  - これらによって物価安定目標であるインフレ率2 %の達成を目指すと語った[108]。
  - 財政出動については、あくまでも災害や感染症、テロ、紛争、海外の景気低迷などの要因による「緊急時の迅速な大型財政措置」に限定するとした[108]。
- 国債の発行には賛成し、「必要な経費の重要な財源として活用するべきもの」とした[108]。

#### 成長産業への財政投資
- 「大胆な危機管理投資・成長投資」を特に重視しており、大規模な財政出動や法制度整備を伴うものとした[108]。
- 危機管理投資として、具体的には「生産協力企業への国費支援」「研究開発拠点・生産拠点の国内回帰を促す税財政支援」「基礎的原材料の確保」「省電力化研究開発の促進」「安定的な電力供給体制の構築」「防災対策」「グリーンインフラ技術」「老朽化した集合住宅の増改築投資」などを挙げた[108]。
- 成長投資として、具体的には「マイクロ波マンモグラフィー」「クライオ電子顕微鏡」「核磁気共鳴」「半導体」「産業用ロボット」「量子コンピュータ」などを挙げた[108]。
- コロナ感染症対策の経験も踏まえた、国内生産の支援や創薬のための研究開発、人材強化を挙げている[125]。

#### 自由貿易推進
- 貿易交渉の強化を目的に、米国通商代表部をモデルとした政府一体の通商代表部の設立を提唱している[126]。
- 日本のTPP参加には自民党政調会長（当時）として当初反対の立場をとったが[127]、第2次安倍内閣が進めた貿易自由化については、働き方改革、農政改革、電力・ガス小売全面自由化と並んで高く評価している[108]。

#### 経済安全保障
- 経済安全保障として、特に中国を念頭に来日する留学生や技術者が帰国時に日本の技術を持ち帰り、母国で軍事技術に転用されることを防ぐ法案や組織を整備する「経済安全保障包括法」の制定を目指すとした[128]。

### 税制

#### 企業への増税
- 企業への増税を提唱している。内部留保よりも現金預金への増税を検討し、「法人企業の現金預金に対して1%の課税を行えば税収が2兆円増える。資本金1億円以下の企業を除外しても1兆円増える」という試算を2021年9月に述べた[108]。
  - ただし、この増税は今すぐではなく将来的な選択肢とした。高市は「インフレ率2%の達成を最優先しており、それの足を引っ張るような増税はしない」「将来的に全て減税策という訳にはいかず、代わりに何らかの増税策がセットになる」「全て減税策を挙げるのは不誠実なことだと思い、考えうる例として挙げた」「インフレ率2%を達成し、株価が相当上がり、企業が税を払えるだけの儲けがあることが増税の条件」と述べた[109]。
- 法人税の実効税率の引き下げが2015年度の税制改正で焦点となった際には、「法人（関係）税収の多くが地方の財源。地方財政に穴をあけるわけにいかない。引き下げには賛同するが、（代替財源として）外形標準課税の拡大などの改革を進めたい」と述べていた[129]。
- 1997年のインタビューで、法人税の引き下げが自身の選挙公約だったと語っている[130]。同インタビューでは、日本の国際競争力を復活する手立てのひとつとして、法人税を「40％の前半まで」引き下げたいとしている[131]。有価証券取引税の撤廃と併せて、「これはもう確実に日本の競争力向上につながるし、また、それで減った分の財源空洞化の阻止と経済界の活力アップで絶対に取り返せると思います」と述べた[131]。

#### 金融所得への増税
- 金融所得（利子や配当、株式、為替取引などによる所得）への増税を、将来的な選択肢として提唱している。「50万円以上の金融所得の税率を現状の20%から30%に引き上げると、約3000億円の税収増になる」という試算を2021年9月に述べた[108]。

#### 所得税の累進課税を廃止
- 所得税率の累進課税を廃して一律10 %程度に設定し[注釈 13]、さらに課税最低限を引き下げて[注釈 14]「勤労インセンティブ」を促すことを2021年に提唱した[108]。
  - 一方で低所得者には勤労所得税額控除である「給付付き税額控除」として還付金を給付することで、「所得税収総額は減らさずに、各人が努力しただけ報われる税制」を提唱した[108]。

#### タバコ税率の現状維持
- たばこ税の増税に反対しており、2010年の財務金融委員会で提出された「公平性を欠くたばこ税増税反対に関する請願」の紹介議員に名を連ねた[132]。2021年時点で「自民党たばこ議員連盟」副会長を務める[133]。
- 2021年の自民党総裁選に出馬するため、同年9月7日の『バイキングMORE』に出演した際には、司会の坂上忍から「僕とブラマヨの吉田君はたばこ増税に反対している高市さんに頑張っていただきたい」と支持を受け、高市も「今はいろんな物を増税できる環境にはない」と回答した[134]。

#### 災害被災税控除の拡大
- 災害被害者への救済策である控除制度を拡大することを提唱した[108]。

#### 育児や介護・看護への支援
- 育児や介護・看護の支援策として、ベビーシッターや家事支援サービスを国家資格化して利用代金を税額控除することを提唱した[108]。

### 環境・エネルギー

#### 環境エネルギー省の設置
- 省庁再編による、環境政策とエネルギー政策を担う環境エネルギー省の創設を唱えている[126]。

#### デジタル化に対応した電力供給の確保
- 今後、デジタル化が進んで電力需要が増大しても安定的に供給できる電力確保が重要であると述べている[135]。

#### 原子力および核融合技術の活用
- 「危機管理投資」のエネルギー分野として、小型モジュール原子炉と核融合炉を掲げている。

- 地下式原子力発電所政策推進議員連盟に所属し、地下式原子力発電所の検討を行っている[136]。
- エネルギー資源の海外依存の減少を目的としたプルトニウムを必要としない核融合発電の推進を提唱している。核融合炉が2020年代に完成することを予想しているが[137]、国際プロジェクトのITERでさえ、2025年にプラズマ点火を目標としているのが現状である。さらに、小型核融合炉を推しているが、最重要課題の一つであるプラズマ閉じ込め性能はサイズに依存するため、大型炉すら見通し不明の現状では小型炉の実現性には批判もある[138]。また、この予想の根拠として、「2年ぐらい前に量子コンピュータの日本の権威と言われる学者に「量子コンピューターっていつ実機が出ますかね?」と聞いたら、「あと10年はかかるでしょう」。でも、2021年8月には、もうIBMの実機が日本に1機導入されましたよね。」と主張しているが[137]、IBMが設置したのは「NISQ」（ノイズあり中規模量子デバイス）であり、実務性には欠ける装置である[139]。性能に拘らなければ実機自体は2年以上前から存在するので、学者と認識のずれがある。
- 国産の融合炉を実現するため、関連技術をもつ京都フュージョニアリング社（京都大学によるスタートアップスタジオ）に注目し、同社を国家事業として積極的に支援すべきと述べた[140]。ただし、この企業は、核融合炉の主要機器であるブランケットやダイバータ、ジャイロトロンなどの提供やプラント設計を事業としており、実現への最重要課題のプラズマ制御には直接アプローチしない。

#### 量子コンピューターの活用
- 量子コンピュータの日本国内での開発を目指している。高市が注目する数社および理化学研究所へ国家事業として支援して開発させることで、電力消費量の削減および安全保障に有用だと述べた[140]。

#### 使用済み太陽光パネル廃棄・処理
- 太陽光パネルの安全なリサイクル技術を急ぐべきだとしている。特に太陽光パネルの耐用年数は20年から30年であり、2010年前後に始まった再生エネルギーの固定価格買い取り制度により大量導入された機器の処分が迫っていることが問題の背景にある[141]。
- なお、この問題について高市が総務大臣のときに行政管理局長に実態調査を指示し、第5次エネルギー基本計画に使用済みパネルの適正処理が盛り込まれた[142]。

### 福祉の「公平化」

#### 「機会平等」を推進
- 「『行き過ぎた結果平等』を廃し、『機会平等』を保障するべきだ。『（富裕層への）嫉妬に立脚した法制度』が増え過ぎると、優れた人材も企業も育たない。むしろ、『リスクをとって努力した者が報われる環境作り』『出る杭を伸ばす発想への転換』こそが、可処分所得を増やし、人材流出や産業空洞化を防ぐ鍵だと確信する。」などと表明している[104]。

#### 「自立と勤勉の倫理」を推進
- 「『過度の依存心を煽る政策』を廃するとともに、『福祉制度の不正利用』を防止する。将来を見据えて、「給付と負担のバランス」についても、責任をもって率直な議論を行うべきだ。日本人の矜持である「自立と勤勉の倫理」を取り戻し、法制度の内容や執行の『公正性』を担保し、『正直者が報われる社会』を構築する為に闘う。」などと表明している[104]。

#### 「生活保護の不正受給」を防止
- 生活保護の過剰な受給を過去に厳しく批判した。「『さもしい顔して貰えるものは貰おう』とか『弱者のフリをして少しでも得しよう』、そんな国民ばかりでは日本国は滅びてしまう。（中略）多くの方が真面目に働く、人様にご迷惑をかけない、自立の心を持つ、そして秩序のある社会をつくる。それによって日本がどんどん成長していく。まあ、本当に気の毒な方々のためにも頑張っていける、力強い国をつくれる。（中略）もう一度みなさんと力を合わせて、また安倍総理（当時）に頑張っていただいて、日本を『奴ら』から取り戻しましょう」と、2012年の創生「日本」の研修会で演説した[143][144][145]。
  - なお、この発言の真意について2021年9月の総裁選立候補を表明する記者会見の場で質問された際には「民主党政権下で生活保護の不正受給が増加していた問題に対する発言だった」と述べた[145][146][注釈 15][147]。

#### 失業や難病、介護や育児への支援
- 「COVID-19への支援金の不正受給が問題になっている」「福祉は公正・公平であるべきだと考える」などと述べ、そのうえで「やむをえない失業や難病、介護や育児のために困窮する者に対しては支援を行う」と語った[145][148][149]

### 教育

#### 教育基本法改正への評価
- 第1次安倍内閣による教育基本法の改正を高く評価している。同改正により「道徳心」「自主及び自律の精神」や「伝統と文化を尊重し、それらをはぐくんできた我が国と郷土を愛する」などの条文を明記したことを評価した[104]。
- 教育方針については、「基礎学力と体力の向上とともに、公徳心・生命観・勤労観・愛国心・愛郷心を育む」とし、「改正教育基本法の崇高な理念が完全に実行される日まで、教育改革への挑戦を続ける」と表明している[104]。

#### 高等専門学校・専門学校の拡充
- 実学重視の教育経路を多様化することを目指し、高等専門学校や専門高校の拡充や、実業志向の大学への編入拡大などの進学経路を増やすことを提唱した[108]。

#### プログラミング教育
- プログラミング教育を推進しており、2020年には義務教育課程への導入を達成した。さらに「AI教育」の導入を提唱した[108]。

#### 社会人の大学・大学院での学びなおし
- 社会人が大学や大学院に入学する「リカレント教育」および、働きながら教育を受け続ける「持続教育」を拡充することを提唱した[108]。

### 安全保障

#### 自衛隊の改称と軍事費の増額
- 自衛隊を「国防軍」に改称し、防衛費の増額によって先進装備の調達や研究開発を推進するべきだと2021年に主張した[105]。

#### 敵基地攻撃能力の保有
- ミサイル防衛に関して、敵国の基地の機能を一時的に喪失させる敵基地攻撃能力を可能にするべきだと2021年に主張した[105]。
- 戦争状態に突入した際には「敵基地を先に無力化することが重要」だと2021年に述べた[150][110][151]。

#### 非核三原則の堅持
- 日本の核武装については、「将来にわたって検討すべきでない」[127]「非核三原則を堅持すべきだ」[120]と2012年および2017年に表明した。

#### 日米地位協定
- 在日米軍による犯罪をめぐって提起される日米地位協定の見直し論[注釈 16]については、「困難な状況が予想される」と慎重な見解を2008年に示した[152]。
  - 高市は「日本と同じく米国の同盟国であるドイツや韓国では、米国がより高い地位にある」、「自衛隊員が海外派遣先で容疑者となった際にも『国連軍地位協定』によって日本の刑事裁判権下にある」などと指摘した[152]。

#### 自衛隊法の改正
- 自衛隊が外国で在外日本人の避難を警護することを可能にするための自衛隊法改正を主張し、法案を提出した[153]。

#### サイバーセキュリティ
- サイバーセキュリティに造詣が深く[154]、「情報通信省」「サイバーセキュリティ庁」を新設することを提唱した[110]。
- 日本に対するサイバーアタックへの対策を、通信政策を所管していた総務大臣経験者としてライフワークとして掲げている。まずは、経済政策と通信政策の両立として、中小企業がIOT機器を製作販売するにあたり、数百万円コストを要するぺネトレーションテストの補助を行うことを掲げた[155]。
- 今後の戦争のなかでゲームチェンジャーとなりえるものとして、衛星、電磁波、サイバー、無人機を挙げている。装備の無力化にはミサイルなどの直接的な攻撃に限らず、強力な電磁波やサイバー攻撃によることを含むとした[110]。

### 尖閣諸島
中国が不当に領有権を主張する沖縄県の尖閣諸島に関して、以下の考えを示している。
- 2022年3月9日、国会内での講演で「実効的に日本の領土だと示せるよう、さまざまな工作物の設置、施政権が及んでいると明確に示せる形をつくっていくことが非常に大事だ」と述べた。
  - 「現在の憲法では、不法に占領されている北方領土や竹島は武力で奪還できない」とした上で、尖閣諸島について「（他国に）取られたら終わりだ。実効的に（日本の）施政権が及ぶことを示さなければいけない」と指摘した。

### 歴史観
- 第二次世界大戦に関して、日本政府は公的な見解として「大日本帝国がアジア諸国へ侵略したことを謝罪する」という内閣総理大臣談話（村山談話）を踏襲している。これに高市は否定的であり、「村山談話を変更すべき」などと述べた[121][112]（詳細は後述）。
- 大日本帝国の慰安婦に関して、日本政府は公的な見解として「大日本帝国および旧日本軍の関与により、朝鮮半島の女性たちを強制連行して尊厳を傷つけたことを謝罪する」という内閣官房長官談話（河野談話）を表明している。これに高市は否定的であり、「事実に基づく新たな談話を発出するべきだ」などと主張した[157][158][159]。
- 大日本帝国が朝鮮半島の住民を日本へ強制連行したとする見解を否定し、「同じ日本国民としての戦時徴用と呼ぶべきだ」と主張している[160]。
- 靖国神社への参拝を継続している。もし自民党総裁や内閣総理大臣に就任した場合でも参拝すると表明している[111]。
  - 同時に、国立追悼施設（靖国神社問題を避けるための政治色・宗教色を排した施設）の設置構想には強く反対している[113]。
- 日本とドイツとの国交樹立150周年を記念した2011年の国会決議「日独友好決議」について、高市が所属する自民党および日本会議の議員の多くが「日独の両国を『侵略国』と断罪している」「歴史認識を誤認している」ことに反発し、反対や棄権、退席を行った[161][162]。
  - 日本共産党の機関誌『しんぶん赤旗』によれば、高市も同決議へ反対した。高市は「日独両国が各国との戦争で多大な迷惑をかけるに至り、両国も多くの犠牲を払った」と言明したことや、戦後の「戦争への反省」に言及していることを問題視し、「『戦争権』は、全ての国家に認められた基本権です」などと主張したという[163]。

### 外国人参政権に反対
- 外国人参政権の付与に反対している[164]。
- 在日韓国人への外国人参政権付与について、「過去に日本が朝鮮半島の人々を強制連行したこと」を根拠として検討する見解を2010年1月に総務大臣の原口一博が述べた[165]ことに対し、高市は同年3月の第174回国会で異議を唱えた[166]。
  - 高市は当時の日本政府の見解を紹介し、「1959年当時日本に残っていた在日朝鮮人約61万人のうち徴用労務者はわずか245人で、在日朝鮮人は自分の自由意思によって日本に留った者または日本生まれであり、日本政府が本人の意志に反して日本に留めているような朝鮮人は犯罪者を除き1名もいない」と主張した[167][166][168][169]。

### 青少年保護・児童ポルノ禁止
- 「残忍な殺戮シーンのあるコンピュータゲーム、猥褻な漫画、インターネットの自殺サイトや出会い系サイト、誹謗中傷に満ちた電子掲示板の存在は、明らかに青少年の健全育成・安全な社会作りに有害なものとなっている」と2007年に主張したが[113]、後に態度を軟化させている[117]。詳細は後述。
- 暴力的および猥褻なゲームソフトや映像作品の販売を、現状の都道府県での条例のみならず政府レベルで法規制することを検討すると2007年に述べた[170]。
- 「青少年がインターネットでセックスや暴力などの有害情報にアクセスするのを防ぐ」ためとして、政府から『有害』指定を受けた情報を削除しなければ懲役刑を科すことなどを目指す「青少年有害情報規制法案」を2008年に作成した[171]。詳細は後述。
- 有害図書類、有害情報（残虐サイト、犯罪や殺人、ポルノや自殺サイト等）等による犯罪から青少年を守るため、青少年健全育成基本法案の請願を2008年および2012年に国会へ提出した[172][173][174][175]。
- 児童買春・児童ポルノ禁止法の改正案を2009年から2014年へかけて国会へ提出し、法改正を達成した[43][46][47]。
  - ただし、漫画やアニメ等の創作物を児童ポルノ法で規制することについては、「個人的には困難だと考えている。理由は、現行の児童ポルノ法では児童の定義を「18歳未満」としており、実在する児童を対象としたものではない漫画やアニメでは、年齢要件を判定できないから。」と2008年に述べた[176]。
  - また、「児童ポルノ禁止法は、実在児童の保護を目的としたものであるため、単純所持については改定を進めていくが、マンガ・アニメ・ゲームに関する部分については、今後与党の間で新しく話し合いを行い、いただいた懸念のないよう検討する」と、2013年に陳情に訪れたコミックマーケット準備会共同代表の安田かほる、全国同人誌即売会連絡会世話人の中村公彦と面会して述べた[118]。
- 2021年の自身の総裁選出馬会見では日本の強い分野としてアニメ・ゲームを紹介し、人材育成や国際展開のための戦略的な支援を行うことを公約の一つとして挙げた[177]。2023年に、「募集を広く周知するため」としてバーチャルYouTuberの宇推くりあを宇宙開発利用大賞のPRキャラクターに起用した[178]。2024年に、参議院議員の赤松健に対し、漫画、アニメ、ゲームを含むコンテンツ産業の強化を図ることを答弁した[179]。

### 表現の自由
- エンターテイメント表現の自由の会が2021年10月に行ったアンケートによると、「過激な表現も含め、マンガ・アニメ・ゲーム等の表現の自由について」は、「民間の自主規制に任せるべき」と回答し、法規制には否定的な見解を示した。また、青少年のゲームやネット使用時間の法規制についても否定的な見解を示した[117]。

### 家長制度の復活に賛成
- 1996年1月9日付の世界日報で、「私は家長制度が復活してもいいと思う」と発言した[180]。

### 選択的夫婦別姓に反対
- 選択的夫婦別姓の導入に強く反対しており（詳細は後述）、同制度へ反対する自民党内の議員連盟「『絆』を紡ぐ会」の共同代表を2021年時点で務めた[119]。
- 現行の夫婦同姓に賛同し、「家族の一体感を守るためにも夫婦親子同姓を堅持すべき」「日本には日本の制度がある」などと2021年に語った[119]。
  - 姓が結婚に伴って変更されることによる不利益に関しては、「旧姓を通称（通名）として使用できる場面を拡大すればよい」などと主張した[119]。
- 2002年には「ネコ撫で声の『男女平等』に騙されるナ！クタバレ『夫婦別姓』」という記事で、別姓について「『社会の秩序』や『家族の絆』を破壊する個人主義的政策に保守系の議員が協力するのは愚かなこと」「男性議員もいい加減なんですよ。私も、最近はエレベーター内で、会う議員を説得しているんですが、『○○先生は、夫婦別姓に賛成ですか、反対ですか』って質問すると、私の顔をじっと見て、女性だからと思うのか、『勿論賛成だよ』って言うので、軽蔑した眼で『サイテー！』って応えると、急に慌てて、『あっ、高市さん、反対なの。いや、僕も本音じゃ反対なんだ』と前言を翻すんです」などと批判した[181][182]。
- 2004年に高市が結婚した際は、戸籍上の姓を夫の『山本』へ変更したが、通称は旧姓の『高市』としていた。衆議院議員総選挙にも『高市 早苗』の通称で立候補し、閣僚名簿でも『高市』を用いていた[183][184][注釈 17][185]。
  - しかし、選択的夫婦別姓については当時から明確に反対していた[186]。
  - その後、2017年7月19日に離婚したことにより、戸籍上の姓も『高市』に復氏となった[187]。
- 2010年の民主党の鳩山由紀夫内閣での選択的夫婦別姓の導入を含む法案には、明確に反対した[注釈 18][188][189]。2014年にも選択的夫婦別姓法案に反対を表明した[190][191][192][193][194]。
- 2021年1月30日、高市ら自民党国会議員の有志50人は、47都道府県議会議長のうち同党所属の約40人に、「選択的夫婦別姓の導入に賛同する意見書を採択しないよう」求める文書を郵送した[195][196][197][198]。
  - これに対して一部の地方議員や選択的夫婦別姓を推進する市民団体は、「地方議会の独立性を脅かす行為だ」として高市らを批判した[195][196][197][198]。

### 同性婚に反対
- 同性結婚について、「どちらかと言えば反対」と2017年に表明した[120]。
- 同性カップルについて、「異性間（男女）カップルとは区別する必要がある」という趣旨の説明を2020年に行った[199]。詳細は後述。

### 家族観について
- 婚外子（非嫡出子）が親からの相続に関して嫡出子よりも不利になるという民法の規定について、2013年に婚外子相続差別訴訟で最高裁判所が「憲法違反である」と判断した。これに関して高市は「差別を解消するよう関連法を改正すべき」と述べている[200]一方で、この判決について「ものすごく悔しい」などと述べた[201][202]。
- 共働きの夫婦について「他人に子どもを預けた人のほうが一方的に優遇される制度ではだめだ」と述べている[203][204]。

### 個人情報の保護
- ドメスティックバイオレンス（DV）やストーカー行為の被害者の住所が加害者に知られることがないよう、住民基本台帳の閲覧や住民票交付を通じて本人確認を徹底することなどを改めて求める通知を、2014年9月12日に各地方自治体に出した[205]。
  - 同通知では、閲覧や交付の請求者には写真つきの身分証明書を提示させるよう求めた[205]。

### 感染症対策の強化
- 将来のエボラ出血熱をはじめとする感染症への対策として、ロックダウン（都市封鎖）を可能とする法整備の検討に早急に取り組む必要があるとの認識を2021年9月に示した[206]。

### 国会議員の女性定員制に反対
- 国会議員の一定数を女性に割り当てる『クオータ制』の導入に反対した。「機会の平等が民主主義の根幹である」とし、「無理やり法律でゲタを履かせるのではなく、有権者が最も代表にふさわしいと思う人が選ばれるべきだ」と述べた[207][208]。

## 不祥事・論争

### 政治資金の還付金受給報道
2012年の11月と12月に、自身が代表を務める自民党支部から計1,220万円の寄付を受け、その後同支部に1,000万円の寄付を行い、2013年の確定申告で寄附金控除によって、300万円の還付金を国税庁から受け取ったと報道された。

### 支部交付金150万円を政治資金収支報告書に不記載
高市が代表を務める自民党支部は、2021年に党本部から受けた支部交付金計150万円を政治資金収支報告書に記載していなかった。高市の事務所は「事務的な記載漏れだった」とし、収支報告書を訂正した。
党本部の政治資金収支報告書によると、高市が代表を務める「自民党奈良県第2選挙区支部」に、党本部から2021年6月8日、10月15日、12月10日の計3回、それぞれ50万円が支出された。しかし、支部側の収支報告書にはいずれも記載がなかった。

### 国の公共工事請け負い事業者から寄付を受けた、公職選挙法違反疑惑
NHKは、2021年10月の衆議院解散の日から選挙の投票日までの間、高市が代表を務める「自民党奈良県第二選挙区支部」が、国の公共事業を当時請け負っていた事業者から50万円の寄付を受けていたことを、2023年9月23日に報じた。
公職選挙法は、国の公共事業を請け負っている事業者が国政選挙に関して寄付することを禁じている。NHKの取材に対し、高市の事務所は、「会計責任者に確認したところ、国との請負契約関係について、寄付の当時、全く承知していないとのことでした。寄付は、選挙に関するものではなく、政治活動への支援ですが、誤解を招かぬよう道義的観点から返金させていただきました」と回答した。

### ナチス・ドイツ礼賛者とツーショット撮影
2011年6月、ナチス・ドイツを信奉するネオナチ系の日本の市民団体「国家社会主義日本労働者党」の代表である山田一成と高市が、日本国旗の前でツーショット写真を撮影していたことが、2014年9月にAFPやガーディアンなどの複数の海外のマスメディアで報道された。
この問題について、高市は同月12日の記者会見で「率直に申し上げて、不可抗力であった」と述べ、「所属団体や思想信条がわかっていたら、会わなかった」と主張した。
東京新聞は「欧州であれば即刻辞任に値する」と論評した。
米国のユダヤ系人権団体「サイモン・ウィーゼンタール・センター」の副所長エイブラハム・クーパーは強い不満を表明し、「（写真を見て）首をかしげざるを得ない。こうしたことが起きないよう責任を持って対処する人はいないのか」、「（政治的な）衝撃を軽減するための発言ではないか。（団体の思想について）明確な批判をすべきだ」と同年10月9日に述べた。
高市の事務所は、同年9月10日時点で以下のように釈明した。
- 山田と高市とはほとんど会話をしていない[217]。
- 山田はおそらく2011年以前に雑誌（右翼系の月刊誌「撃論」[215]）のインタビュアーの補佐（メモを取る程度の係）として議員会館に来訪した。インタビューが終わった後、山田が高市に「一緒に写真を撮りたい」と申し出たため、ツーショットで撮影した[217]。
- 同時点で高市は山田の素性について知らなかった[217]。
- 出版社によれば山田は元々フリーライターで、偶然インタビューに同行した。その後、出版社と山田との契約はない。出版社も山田の思想について知らなかった[217]。
- 高市と山田との付き合いは以前も以後も全くない。高市は出版社を通じて、山田に写真の削除を依頼している[217]。

### 「ヒトラー選挙戦略」への推薦文寄稿
同時期の2014年9月、高市が1994年の書籍『ヒトラー選挙戦略』に推薦文を寄せていたことが報じられた。
同書はナチス・ドイツの指導者であったアドルフ・ヒトラーの自伝「我が闘争」などを引用し、その政治戦略について高く評価するとともに、日本の政治家が選挙で勝つために参考にすべき戦略として指南していた。
著者は自民党東京都支部連合会の広報部長であった小粥義雄であり、高市は国会議員に就任した翌年で自由党所属であった（その2年後に自民党へ移籍した）。
同書はヒトラーについて「短期間で世論をまとめて権力を奪った」などの能力を称賛し、「緊急措置で敵を一掃した」などの成功戦略を論じている。
それらヒトラーの戦略は現代（当時）の日本の政治家も見習うべき点が多いとし、「大衆への宣伝が基本である」「表と裏を使い分ける」「説得できない有権者は封殺する」「警察に捜査される前に証拠を徹底的に隠滅する」などの戦略を推奨していた。
なお、小粥は同書について「ヒトラーの独裁政治やユダヤ問題に関する評価は後世に譲る」「単に選挙戦術について書いた」と述べており、1994年当時に同書について報じたニューヨーク・タイムズ紙もその点は確認している。
しかし、人権団体のサイモン・ウィーゼンタール・センターなどから「この本はヒトラーを正当化しすぎている」などの抗議を受けて、発売後に2ヶ月で出版が停止されていた。
高市は当時、同書への推薦人として「（選挙の）候補者と認知された瞬間から始まる誹謗、中傷、脅迫。私も家族も苦しみ抜いた。著者の指導通り勝利への道は『強い意志』だ。国家と故郷への愛と夢を胸に、青年よ、挑戦しようよ!」と書いていた。
出版から20年後となった2014年の同報道に対して、高市の事務所は「推薦文については記憶が無く、コメントできない。本人も著者を知らない」と回答した。

### 週刊ポスト「1億円の使途不明金」誤報
2015年4月『週刊ポスト』が、「政府系金融機関の日本政策金融公庫から、ある三重県鈴鹿市の農業法人に合計2億2千万円の融資が行われた際に、1億円の使途不明金があることが発覚した。高市の実弟である秘書官が関わっていた疑いがある」と報じた。
一方、高市は「見出しも中身もあまりに悪質で、ひどい捏造記事だ。融資には高市事務所も秘書官も私も一切関与していない」、「農業法人の経営者との関係は全くなく、面識はない」と強く否定した。首相の安倍晋三は「心配していない」と高市を擁護した。
高市は「この記事は、私や秘書官の信用を傷つけたということだけにとどまらず、安倍内閣全体のイメージを損ねる可能性がある」と抗議し、「実弟が週刊誌側を相手取った民事訴訟や刑事告訴を検討している」と語った。
高市の否定に対して、『週刊ポスト』は「本誌の取材内容は、4月6日発売号の誌面で報じたとおりである。必要とあれば、今後も誌面にて取材内容を報じていく」と述べた。しかしその後、9月9日発売号において「<編集部よりお知らせ>2015年4月6日発売号掲載の「高市早苗総務相実弟秘書官が関わった『消えた公庫の1億円』10代疑惑を追う」との記事及び新聞広告において、高市秘書官が1億円融資の口利きに関与したとの誤解を読者に与えたことについて、高市氏及び関係者の皆様にお詫びします。」と謝罪記事を掲載した。

### 鳥越俊太郎による「経歴詐称」騒動
高市は1987年から1989年にかけてアメリカ下院議員パトリシア・シュローダーの事務所で『Congressional Fellow（コングレッショナル・フェロー）』として勤務していたが、高市は雑誌への寄稿・出版の際や1993年の衆議院議員選挙のビラや選挙公報などで、この職名を『議会立法調査官』と称していた。
これについて、2016年2月にジャーナリストの鳥越俊太郎が問題視した。鳥越は高市による「電波停止」発言へ抗議を表明した際に、併せて「高市は『議会立法調査官をやっていた』という触れ込みで帰国し、田原総一朗のテレビ番組へ出演していた。しかし、高市は議会立法調査官ではなく、見習い待遇で無給で未契約のフェローであった。コピー取り程度の、お茶くみ程度の役しかやっていない」、「経歴詐称である」などと指摘した。
高市は「事実誤認の情報が流れているため、事実関係を整理して公表する」として、2016年4月19日に自身のホームページ上にて次の内容を掲載した。
- 「立法調査官」という名称は、1989年に帰国後、雑誌への寄稿や出版の際に、Congressional Fellowでは読者は分かりにくいという編集者の要請から、「訳語」として使用されたものである。当時出演したTV番組等でも二次的に使用された例もある。
- 命名者は、評論家の桃井真である。当時、松下政経塾の理事で、元NHK解説委員長であった緒方彰が米国における高市議員の仕事ぶりをよく知っていたから、同氏とも相談の上、考案された。
- 「立法調査官」という肩書きは、1993年から一切使用していない。このことは、当時から現在に至る高市議員のプロフィールを見れば明らかである。従って、公的な職での経歴として使用されたことはない。

さらに高市は4月22日の会見で「弁護士を通じ、自身の経歴を証明する書類（高市の業務内容に関するシュローダー議員によるサイン入り文書と、研究費としての1月2000ドルの送金記録）と発言に対する抗議文書を、鳥越へ配達証明で送った」と語った。それを受けて鳥越の弁護士は「撤回・修正するのもやぶさかではない」とする文書を高市へ送付したという。
ジャーナリストの岩上安身らによる独自メディア「Independent Web Journal（IWJ）」の2016年6月の記事によると、高市が当時の大臣を務めた総務省の大臣補佐官は「同名称は高市の最初の立候補のときも使われていない」と明言したという。
しかし、同誌によれば、高市は1993年の衆議院議員総選挙時へ立候補した際の選挙ポスターに『日本人で初めての米国連邦議会立法調査官として金融・ビジネス立法を担当』と記載していた。同様に選挙公報にも『立法調査官』と記載していたという。選挙公報は公職選挙法に従う公的文書である。
これに関して同誌が総務省へ問い合わせたところ、大臣補佐官は「選挙事務所へ確認したところ、たしかに平成4年と5年は選挙公報に記載があった」と事実を認めた。その弁明として同補佐官は「高市の事務所は議員になった後に発足したため、議員になる前は、ボランティア組織で選挙活動していたので、そこまで見ていなかった」と述べたという。
同誌はこの件に関する結論として「選挙にあたって、有権者が目にした『立法調査官』という『米国の公務員』を連想させる訳語は不適切というほかない」、『印象操作』などと批判した。
- 高市は『「立法調査官」という肩書きは、1993年から一切使用していない。』と述べたが、実際には国会議員になった1993年以降も立法調査官という肩書きを使用し続けていた[236]。
  - 高市が1995年8月に出版した『高市早苗のぶっとび永田町日記』の奥付の著者略歴には、「アメリカ連邦議会立法調査官として、金融・ビジネス立法を担当」と書かれていた[236]。この本の79ページから80ページにかけて「三十二歳の夏。女性代議士としては、憲政史上最年少での当選だった」と書かれているが、実際には三木キヨ子が1946年の第22回衆議院議員総選挙で当選し、26歳の最年少議員となっていた[236][237]。
  - 大前研一が1995年4月に出版した「生活者たちの反乱：平成立法講座」に高市との対談が収録されているが、そこでも高市は「米国連邦議会立法調査官、政治評論家を経て'93年初当選」と紹介されていた[238]。
  - 月刊「政治と経済」1997年8月号に掲載された高市へのインタビュー記事でも、高市の紹介文として「単身渡米し、2年間、立法調査官としてアメリカの政治を学んだという超行動派人間」と書かれていた[239]。

その後、2021年9月現在では高市のホームページにおいて上述の「立法調査官」に関する説明は記載されていない。時事通信では2024年9月現在も主な経歴として「1987年10月米連邦議会立法調査官」と書かれている。
高市が1989年に出版した著書には「これからパット・シュローダーの事務所で働いたにしても、当然インターンですからお金の入る見込みはありません」「大学生のインターンとは別に、高校生のインターンもいます。インターンとして一週間勤めれば一単位が取れるのです」と書かれており、高校生や大学生でも高市と同じ立場になることが可能だった。同著では、高市がパットの密偵としてホームレスになりすまして、ホームレスの集会に潜入し、ホームレスの人達に配られるはずだった温かいスープを食べたことも書かれている。
米国議会フェローを募集している笹川財団の2025年度の募集ページによると、「Congressional Fellow」とは「Congressional Fellowship Program」の元、「政治分野に関係する研究者や実務家を米国ワシントンD.C.に派遣し、連邦議会議員事務所や議会委員会において業務経験を積む機会を提供することで、米国議会・政治に精通し、日米の政治に関わる専門性を生かして活躍する人材を育成するとともに、日米の政策コミュニティの長期的な信頼と協力関係の維持に貢献することを目的とし」、待遇は「① 往復航空券（1往復のみ） ② フェロー期間中の月額生活費6,000ドル、月額保険費2,000ドル ③ GMFUS（The German Marshall Fund of the United States、アメリカ・ジャーマン・マーシャル基金）における執務環境（デスク、コンピュータ等）※米国滞在ビザ（J-1ビザ）取得にかかる費用はフェロー本人の負担となります。」としている。

### 週刊文春「NTT社長らによる接待」報道
2019年12月20日と翌2020年9月1日に、いずれもNTT社長の澤田純、同副社長、秘書室長の3人から、総務大臣であった高市が接待を受けていたと、2021年3月10日に週刊誌『週刊文春』が報じた。
同誌によれば、接待の会場は東京・麻布十番にある「KNOX」であった。同施設はNTTグループの関連会社が運営しており、年間の施設利用料（年会費）を支払っている会員企業は4割引きで利用できるという、NTTグループの接待のための施設であるという。
週刊文春は高市へ対し「大臣在任中、NTT社長の澤田から接待を受けたのではないか」と質問した。高市は「澤田と2回食事をしたのは事実。ただし、澤田から折半の金額を聞いて支払い、領収書を受け取った。私の秘書が『NTT側から会費は1万円と言われている』と述べた。また、万が一、消費税などでオーバーしたら気分的に嫌なので、1人5500円の衣料品のお土産を私費で買い、先方（3名）に渡した」と回答した。
続けて文春が「高価なワインを飲んだのか」と質問すると、高市は「それは分からない。私は飲酒を控えているので、その場を白けさせないように口を付ける程度だったため。ただ、総務省の案件で頼まれたことはない」と回答した。
さらに翌日、高市は文春に対し書面で「会食を伴う意見交換は、行政の公平性に疑念を持たれることのないよう、すべて完全割り勘、又は全額当方負担を徹底していた」と補足説明し、NTTからの2回の接待でそれぞれ1万円を支払った領収書（宛名は自民党奈良県第二選挙区支部）のコピー2通を送ったという。
市民団体「検察庁法改正に反対する会」（共同代表：岩田薫）は2021年3月16日、「接待は贈収賄に当たる疑いがある」として、高市や同じく総務大臣であった野田聖子ら合わせて22人に対し、贈賄容疑での刑事告発状を東京地方検察庁に提出した。
元大阪府知事で弁護士の橋下徹はツイッターに、「高市早苗さんの会食が国務大臣規範に抵触するかどうかは別として、高市さんの総務大臣権限に関するこの認識はまずい。高市さんは法律上の権限と内部の決裁権限を混同している。電気通信事業法を見れば、法律上の権限は総務大臣にあることは明らか。決裁権限は内部ルール」「高市さんの認識では、大臣にほとんど権限がないことになる。これでは大改革などできない。僕も知事就任直後、改革をやろうとするたびに役人が『それは知事の権限ではない』と言ってきた。しかし法律上の権限は知事にあり、内部ルールによって決裁権限が部局長に委ねられているだけ」「内部ルールは知事によって変更可能。僕は内部ルールを変えたり、法律上の権限を持ち出して改革を断行した。高市さんは、役人に『それは知事の権限ではありません』と言われて改革を断念したのだろうか。そんなことでは改革などまったくできない。役人の伝統的な政治家操縦術の一つ」と投稿した。

### 党総裁選挙のルールで郵送禁止されたリーフレットを巡る問題
2024年9月10日、同月に行われる自由民主党総裁選挙の出馬を表明した高市が、総裁選の公示前に自身の政策をまとめたリーフレットを全国の党員らに郵送していた件で、自民党の選挙管理委員会の逢沢一郎委員長から11日に「今後は選管で決めたルールに従って選挙に臨んでもらいたい」と口頭で注意を受けた。ただし、文書などの郵送配布の禁止を党が決めたのは9月3日であり、高市がリーフレットを郵送したのは8月であったため、高市は「総裁選には触れておらず、8月下旬までに郵送作業は終えている。違反行為にはならない」と述べた。関係者によると、送付元は「自民党奈良県第二選挙区支部 支部長 高市早苗」。「早苗代議士の国政報告レポート」と題し、9日の総裁選出馬会見で掲げた政策と同じ内容が掲載されているとされるが、高市は、「総裁選のためではなく、国政報告として8月ごろから送付作業に当たった」として、党から文書の郵送禁止が通知された9月4日以降は、作業をしていないと述べた。
その後、報道各社が実施した調査で高市が高い支持を次第に得ていることが明らかになった以降の9月16日、同じ総裁選立候補者の石破茂の推薦人になっている平将明は、BS日テレの番組中で、党員・党友票で高市が優勢との報道に関し、彼女の郵送したリーフレットに一因にあるという認識を示し、翌9月17日、自民党執行部の岸田文雄首相（党総裁）と森山裕総務会長、渡海紀三朗政調会長、小渕優子選挙対策委員長はこの件について協議し、党の選挙管理委員会の逢沢一郎委員長に追加の対応を検討するよう申し入れた。
この件について、自民党参議院議員の小野田紀美（加藤勝信の推薦人の1人）は、「ルール決定前に発送したものがルール後に着いたからペナルティ？無茶苦茶ですよ。石破候補もルール決定直前に議員に書籍配布してますけど決定前の動きだからお咎めなしですし、発送の手続き終了日で判断を。」と執行部を批判し、禁止令が告知された当初に「候補者本人じゃない他の国会議員の名義や支援者が送る形でなら郵送してもいいですか？」と選管に問い合わせしたら、「誰が送ったかに関わらず、総裁選に関する郵送物は禁止ということです」と返答があったことも付け加えた。同じく自民党参議院議員の山田宏も、他の陣営が行なった郵送の件は何も言わずに、高市だけをターゲットにするのは卑劣な「高市潰し」だと執行部を批判した。
高市事務所の所長はこの件で公式の記者会見を9月18日に開き、8月中に送付したリーフレットは総選挙のための内容ではなく、高市が大臣として取り組んできた内容に留まり、「総裁選に関わることは一文字も書いておらず、投票依頼をするものではないと断言できる」と説明し、高市がリーフレットの原稿を書き終えたのは7月末で、この頃はまだ総裁選については何も決まっていない時期であると反論して、高市のリーフレット郵送を問題視している執行部について「執行部が総裁選に口を挟むこと自体あり得ない」「権力者の自制を求めたい」と述べた。また、他の複数の陣営から党員に送られてきたという総裁選投票のお願いの文章がSNS上で挙げられていることにも触れ、「ネットを見る限り他陣営も文書を送付している」とも述べた。
9月19日、党の総裁選挙管理委員会は高市への再注意や追加処分は行わないと決めた。一方で同日、同委員会の逢沢一郎委員長は「地元の国会議員が文書を発出した候補者を支持している」との誤解が広がっているなどとして、党員らに「誤解や予断を持つことなく」投票に臨むよう呼びかける声明を党ホームページに掲載した。また逢沢委員長は、高市のリーフレット以外にも、他候補者陣営による文書送付で4件の違反が疑われる通報が選管にあったことも語り、これらについては規模が小さいことや郵送と断定できないことなどを理由に、関係者への注意喚起にとどめたとした。
政治ジャーナリストの青山和弘は取材の結果「パンフレットを受け取った党員が『地元の先生は高市推しだったのか』と勘違いして、票を入れてしまったという証言も出ている」と報告し、さらにパンフレット配布により「高市氏だけが熱心で、他の候補者が怠慢だ」と見える影響も指摘しつつ「高市氏の党員票が多いのは、これが理由だと主張する陣営もある」とし、「高市氏が箸にも棒にもかからない候補なら、問題にはならない」と、高市のリーフレットが問題視された理由を分析し、高市が得票を伸ばしトップ得票になるかもしれないとあせった他陣営の「いきり立っている状況」をリポートした。

## 発言・立法
ウィキクォートには、高市早苗に関する引用句があります。

### 自民党政調会長時代に村山談話を批判
2002年、高市は月刊誌の中で、村山談話について「具体性に欠け、情緒的に過ぎる」「精査し、変更すべき」などと批判した。また、1945年から1951年にかけて日本が連合国に占領されていた期間に制定された法律および日本国憲法について、「すべて見直すべきだ」と主張した。
2013年5月12日、NHK『日曜討論』に出演した際、「村山談話が侵略という文言を入れているのはしっくりきていない」と発言した。高市は当時、自民党政務調査会長を務めており、村山談話を継承するとする自民党の方針と抵触することから批判が集まった。
同年5月13日、菅義偉内閣官房長官は記者会見で、高市の意見は「個人的見解」であり、当時の安倍内閣および自身が所属する自民党の見解とは異なるものだと述べた。同日、高市は「見解は変わらない」と述べた。
同年5月14日、自民党副総裁の高村正彦、幹事長の石破茂、公明党の代表の山口那津男らは高市を批判した。これらを受けて高市は同日、記者団に対し、「私の信念は変わらないが、政調会長の立場である私の発言によって内閣や自民党に迷惑をかけた」「内閣の方針に反する発言が党から発信されることは慎みたい」などと、発言を控える方針を示した。
同年5月20日、高市は自身のホームページで「『侵略』という概念について、村山談話は余りにもアバウトに簡単に使われていると思う」と述べた。

### 「産む機械」発言に対する反論
2007年1月に厚生労働大臣の柳沢伯夫（自民党）が少子化問題に関して「（女性という）『産む機械』は数が限られているから」などの発言を行ったことについて、高市は「私は子供を授かれない体なので、機械なら不良品になってしまう」と発言を批判した。

### 「有害情報の規制」法案の制定
2008年3月、高市は自民党の青少年特別委員会の代表として、「18歳未満の青少年がインターネットでセックスや暴力などの有害情報にアクセスするのを防ぐ」ための「有害情報の規制」法案を作成した。

#### 要旨
同法案の主な内容は次のとおり。
1. 内閣府所管の「青少年健全育成推進委員会」が『有害情報』を判定する権限を持つ。
2. 同委員会や総務大臣、経済産業大臣が、プロバイダやサイト管理者への立ち入り検査や削除命令を行う権限を持つ。
3. 違反者には1年以下の懲役刑や100万円以下の罰金といった刑事罰を課す。

#### 定義
同法案は『有害情報』を次の6つに定義した。
1. 性に関する価値観の形成に著しく悪影響を及ぼす情報
2. 著しく残虐性を助長する情報
3. 犯罪、自殺、売春を誘発する情報
4. 心身の健康を害する行為を誘発する情報
5. 心理的外傷を与えるおそれがあるいじめ情報
6. 非行又は児童買春等による青少年の被害を誘発する家出情報

#### 対象者
さらに同法案による直接的な規制対象者を、「インターネットサービスプロバイダーやウェブサイトの管理者、携帯電話会社、フィルタリング関係者、機器メーカー、インターネットカフェ業者」などと設定し、それらに対して次のように義務付けた。
- 青少年の有害情報へのアクセスを困難にするフィルタリング機能を整備すること[171]。
- 有害情報が流れる可能性がある場合は当該サイトを会員制へ移行すること[171]。
- 有害情報を削除すること、他[171]。

#### 反響
当該法案は「表現の自由を脅かす危険がある」「法的に不均衡ではないか」などの指摘を受けた。
2008年4月23日、IT企業大手のマイクロソフト、Yahoo!、楽天、DeNA、ネットスターの5社は共同で意見表明を行い、同法案への反対を示して次のように述べた。
- 保護者の多様な意見を反映できない仕組みの導入を義務化したり、弊害が多く効果の期待できない規制を課したりする傾向がみとめられる。

- 子どもたちが安心してインターネットを利用できる環境を醸成することの必要性は誰もが認めるところである。しかし、保護者や守られるべき子どもが望まない方法で、かつ、効果が期待できない方法を国が一方的に押し進めることは誰にとってもメリットはない。
- 当社らは子どもや保護者と一緒に最善の環境作りに寄与していきたい。

一方で、社会一般からの反響は小さかった。法案段階から反対表明をしていたのは、社団法人のMIAU（インターネットユーザー協会）などのみにとどまった。

#### 成立後
最終的に『青少年インターネット環境整備法』が成立したが、成立時には当初の法案にあったような問題の多くは解消されたとされる。成立時に若干の報道がなされたが、その時点では当初法案のような危険なものではなくなったとされる。

### 「福島原発事故で死者なし」発言
2013年6月17日、東日本大震災の影響で停止していた原子力発電所について高市は再び稼働させるべきと主張し、「福島第一原子力発電所事故で死亡者が出ている状況ではない。」などと述べた。兵庫県神戸市での講演会で、自由民主党政務調査会会長としての発言であった。

#### 批判
同発言について与野党から批判が広がった。

#### 与党から
与党内でも、自民党の福島県連の幹事長であった平井孝朗は「たいへん遺憾な発言だ」と述べた。
同党の参議院幹事長であった溝手顕正は「この期に及んで余計なことを言わなくてもよい」と批判した。
公明党代表の山口那津男は「今なお故郷に帰れない方々が大勢いる中、被災者に共感を持たなければならない。被災者の苦労や苦痛をいかに解消するかに全力を挙げなければならない」と苦言を呈した。

#### 野党から
野党では、民主党幹事長の細野豪志が、福島県内で大勢の震災関連死者が出ていることを挙げて「この数字の重さを理解できない人は政権を担う資格がない」と厳しく批判した。
みんなの党幹事長の江田憲司も「深刻な原発事故への影響の認識が甚だ薄い。政治家を辞めるべきだ」と述べた。
みどりの風代表の谷岡郁子は「事故を小さく見せるための無理な考えだ」と発言の撤回を求めた。

#### 釈明
翌18日に高市は発言について釈明し、「誤解されたなら、しゃべり方が下手だったのかもしれない。被ばくが直接の原因でなくても、体調を崩し亡くなられ、なりわいを失い自ら命を絶たれた方がいる。（死亡者がいないから）再稼働するなんて考え方は、そもそも持っていない」などと述べた。
しかし、その後も自民党福島県連合会や同党参議院議員の佐藤正久、自民党員からも「不謹慎だ」と批判された。
同党福島県連合会は自民党本部へ抗議文を提出し、「高市氏の発言は、福島県の現状認識に乏しく、亡くなられた方々、避難されている方々をはじめ、県民への配慮が全くない。不適切で、強い憤りを感じる」、「原発事故の影響による過酷な避難で亡くなられた方、精神的に追い詰められて自殺された方など、1,400人を超える福島第一原子力発電所事故に伴う災害関連死が認定されている」と批判した。

#### 謝罪と撤回
これを受けて高市は「福島の皆さんが辛い思いをされ、怒りを持ったとしたら、申し訳ないことだった。お詫び申し上げる」と謝罪し、「私が申し上げたエネルギー政策の全ての部分を撤回する」と述べた

### 朝日新聞による「吉田調書誤報問題」に対する見解
東京電力福島第一原子力発電所事故で政府の事故調査・検証委員会がまとめた吉田昌郎元所長の「聴取結果書（調書）」について、朝日新聞社が2014年5月に報じた記事を撤回し、謝罪した。
この問題について、高市は同年9月12日の閣議後会見で「誤った記事であれば、それを紙面等で訂正していかれることだろうと思うのでそれを期待している」と述べた。また、朝日新聞社が第三者委員会を設置し、過去の報道を検証する意向を示したことについては、「それぞれの報道機関が判断されることだろう」と話した。

### 放送法第4条「電波停止」発言
2014年11月18日、安倍晋三首相が衆議院解散を表明。同日夜、安倍はTBS『news23』に出演するが、アベノミクスなどの経済政策について懐疑的な回答が続く街頭インタビューの映像が流れると、「おかしいじゃありませんか」と声を張り上げて異議を唱えた。これを受けて11月20日、自民党は「選挙時期における報道の公平中立ならびに公正の確保についてのお願い」というタイトルの文書を在京テレビ5局に送付した。党は11月26日にも、テレビ朝日『報道ステーション』（11月24日放映）のアベノミクスに関する報道がおかしいとして、「公平中立な番組作成」を要請する文書をテレビ朝日に送付した。以後、政府内で、放送法第4条が規定する「政治的公平」の解釈変更へ向けた動きが活発化する。
2015年1月29日、総務省情報流通行政局長の安藤友裕、放送政策課長の長塩義樹、同課員の西潟暢央らは官邸に赴き、解釈変更の国会答弁に向けた打ち合わせを礒崎陽輔首相補佐官と行った。礒崎は「今回の整理は決して放送法の従来の解釈を変えるものではなく、これまでの解釈を補充するもの」と言い、国会の質疑については「質問は自分がきちんとコントロールできる議員にさせる」と言った。同年5月11日夜、総務大臣の高市は「Re:5月12日国会答弁資料の送付（最終）」というタイトルのメールを同省に送信した。高市が「明朝の閣議後は、1人目の藤川君の答弁書の書き直しを依頼したため、余裕無しです」とメールで伝えると、大臣官房の平川薫参事官は「藤川君の答弁は非常に微妙かつ重要な問題を含んでおり、確認にもお時間が必要だと思います」と返信した。
同年5月12日、自民党の藤川政人は参議院総務委員会で、放送法の定める「政治的公平性」について質問。「選挙直前に特定の候補予定者のみを密着取材して、選挙公示の直前に長時間特別番組で放送する場合がある。こうした場合は、たとえ一番組だけであっても政治的公平に反すると言えるのではないか」と述べ、高市の総務大臣としての認識をただした。高市はこれに対し、「一つの番組のみでも、極端な場合は政治的公平背を確保しているとは認められない」などと答弁。公式の場で初めて、放送法の政治的公平性の解釈変更を示唆する発言をした。
2016年2月8日、民主党の奥野総一郎は衆議院予算委員会で高市に対し、「放送局が"政治的に公平であること"と定めた放送法第4条第1項に違反した放送が行われた場合に、その放送事業者に対し、放送法第174条の業務停止命令や電波法第76条の無線局の運用停止命令に関する規定が適用される可能性があるのか」と質問した。高市は電波の停止を命令する可能性について言及し、「行政が何度要請しても、全く改善しない放送局に何の対応もしないとは約束できない。将来にわたり可能性が全くないとは言えない」「総務大臣が最終的に判断をするということになる」などと答弁した。
同年2月12日、総務省は衆議院予算委員会理事懇談会で「政治的公平性」の解釈に関する政府統一見解を示した。同年2月13日、産経新聞は「民主党政権が『電波止めるゾ』と恫喝したのをお忘れか」などと、コラム「産経抄」で高市を擁護した。
同年2月15日、民主党の山尾志桜里は高市の答弁について衆議院予算委員会で政府を追及。これに対し、安倍晋三首相は「民主党の菅直人内閣時代の2010年11月に、総務副大臣であった平岡秀夫が参議院総務委員会で、高市氏と同じ内容の答弁をしている。同じ答弁なのに、高市氏が答弁したからといって、おかしいというのは間違っている」と述べた。
同年2月29日、田原総一朗、青木理、大谷昭宏、金平茂紀、岸井成格、田勢康弘、鳥越俊太郎ら7人は、高市の発言が憲法及び放送法の精神に反しているとする抗議声明を発表した。
同年3月17日、高市は衆議院総務委員会で、「放送は大きな影響力があるので規律が必要」という解釈を示し、「特に無線の放送は、有限希少な国民的資源である電波の一定の帯域を排他的かつ独占的に占有しているということから、（中略）公共の福祉に適合していることを確保するための規律を受けることとされています。これは放送法第1条にも書かれております」と述べた。
同年3月31日、民進党の吉川沙織は参議院総務委員会で、「民主党の平岡による答弁は、『業務停止命令を行うことができると考えているけれども、極めて限定的な状況にのみ、かつ極めて慎重な配慮の下運用すべきものである』としており、その後半部分に答弁の重点を置いている。一方で、高市による答弁は、『電波の停止をしないとは約束できない』とするなど、従来と少し答弁のトーンが違う」という旨の指摘をした
同年2月から5月にかけて、日本テレビ、ANN、朝日新聞の各報道機関は「電波停止」発言に関する世論調査を実施。その結果は以下のとおりであった。
| 「電波停止」発言に関する世論調査（日本テレビ） | 「電波停止」発言に関する世論調査（日本テレビ） | 「電波停止」発言に関する世論調査（日本テレビ） |
| ---------------------------------------------- | --- | --- |
| 質問事項                                       | 高市早苗総務大臣は、政治的公平性を著しく欠く番組を、繰り返し放送した放送局があった場合は、法律に基づいて、その放送局の放送を停止させることもあり得るとの考えを明らかにしました。あなたは、高市大臣の発言について、どのようにお考えですか？ | 高市早苗総務大臣は、政治的公平性を著しく欠く番組を、繰り返し放送した放送局があった場合は、法律に基づいて、その放送局の放送を停止させることもあり得るとの考えを明らかにしました。あなたは、高市大臣の発言について、どのようにお考えですか？ |
| 回答                                           | 「発言はテレビ局を萎縮させかねないもので問題だ」 | 45.6 % |
| 回答                                           | 「発言は問題だが、放送内容に悪い影響を与えるとは思わない」 | 31.5 % |
| 回答                                           | 「高市大臣の発言は問題ない」 | 11.5 % |
| 回答                                           | 「わからない」、「答えない」 | 11.5 % |
| 調査方法                                       | RDD電話調査。調査日は2016年2月19〜21日。対象者は有権者2145人で、回答数は1004人（回答率46.81％）。 | RDD電話調査。調査日は2016年2月19〜21日。対象者は有権者2145人で、回答数は1004人（回答率46.81％）。 |

| 「電波停止」発言に関する世論調査（ANN） | 「電波停止」発言に関する世論調査（ANN） | 「電波停止」発言に関する世論調査（ANN） |
| --------------------------------------- | --- | --- |
| 質問事項                                | 高市早苗総務大臣が、政治的公平でない放送が繰り返された場合、法律に基づいて、放送局の電波を停止する可能性があることを発言しました。あなたは、この発言は、問題があると思いますか、思いませんか？ | 高市早苗総務大臣が、政治的公平でない放送が繰り返された場合、法律に基づいて、放送局の電波を停止する可能性があることを発言しました。あなたは、この発言は、問題があると思いますか、思いませんか？ |
| 回答                                    | 問題があると「思う」 | 56 % |
| 回答                                    | 問題があると「思わない」 | 15 % |
| 調査方法                                | 層化二段無作為抽出（全国125地点）。実施日は2016年2月20〜21日。対象者は1000人で、有効回答率は46.0%。                                                                                            | 層化二段無作為抽出（全国125地点）。実施日は2016年2月20〜21日。対象者は1000人で、有効回答率は46.0%。                                                                                            |

| 電波停止の是非に関する世論調査（朝日新聞） | 電波停止の是非に関する世論調査（朝日新聞） | 電波停止の是非に関する世論調査（朝日新聞） |
| ------------------------------------------ | --- | --- |
| 質問事項                                   | 放送法は、「表現の自由の確保」という目的のほか、「政治的に公平であること」といった基本方針を定めています。この放送法を理由に、テレビ局の報道内容が政治的に公平かどうかを政府が判断して、電波停止などを命じるのは妥当だと思いますか。妥当ではないと思いますか | 放送法は、「表現の自由の確保」という目的のほか、「政治的に公平であること」といった基本方針を定めています。この放送法を理由に、テレビ局の報道内容が政治的に公平かどうかを政府が判断して、電波停止などを命じるのは妥当だと思いますか。妥当ではないと思いますか |
| 回答                                       | 「妥当だ」 | 18 % |
| 回答                                       | 「妥当ではない」 | 75 % |
| 調査方法                                   | 郵送法（有権者3000人が対象）。2016年3月16日に調査票を発送、4月25日までに届いた返送総数2077のうち有効回答数は2010で、回収率は67%。 | 郵送法（有権者3000人が対象）。2016年3月16日に調査票を発送、4月25日までに届いた返送総数2077のうち有効回答数は2010で、回収率は67%。 |

2017年3月3日、アメリカ合衆国国務省は人権報告書（「世界各国の人権状況に関する2016年版の年次報告書」）を公表。その中で、日本では「報道の自由に関する懸念がある」として、高市の「電波停止」発言を一例に挙げた。同報告書は、「総務大臣の高市早苗は、『政治的に偏向している』と判断された放送局を政府が閉鎖する権利があることを、そのような措置をとる計画や意図があることを否定しながらも、繰り返し述べた」と記述している。また、国連の「意見と表現の自由の権利に関する特別報告者」は、2016年4月に日本を訪問した後、「報道の独立性は深刻な脅威に直面している」と報告した。その報告者は分析の理由として、「脆弱な法的保護、新たな特定秘密法、政府の執拗な圧力、記者クラブ制度」を挙げたという。
同年3月7日、高市は衆議院総務委員会で「人権報告書の記述は誤解に基づくもので、外務省を通じて米国に説明していく」と述べた。
同年6月2日、高市は閣議後の記者会見で、自身の答弁について記者から質問された際、「『放送法第4条第1項に違反した放送が行われた場合に、その放送事業者に対し、放送法第174条の業務停止命令や電波法第76条の無線局の運用停止命令に関する規定が適用される可能性があるのか』という質問だったので、法律の枠組みと解釈について、民主党政権下も含めて、歴代の大臣、副大臣と同様の内容の答弁をしております」と回答した。また、高市は「諸外国には日本の番組準則と同様の規律がある国の方が多く、その中には日本には無い番組規律違反に対する刑事罰や行政庁による罰金が設けられている」と紹介し、「日本の放送法とその解釈は二度の政権交代前と同様である」と説明した。
2019年9月17日、高市はさらに釈明し、「電波を止めるといった発言をしたことはない」と述べた。そして「放送法全体に違反した場合、電波法で対応が定められている」と説明した上で、当時は「現職の大臣として、『（法律違反に対して）電波法が適用されることは未来永劫ありえない』と答弁することはできなかった（ため、当該の答弁を行った）」という意図であったと主張した。また、高市はNHKに対して「受信料によって支えられていることを十分に自覚し、業務の合理化、効率化に向けてはたゆまぬ努力をお願いしたい」と語った。

### 「同性カップルの集計・発表を求める要望書」に対する見解

#### 背景
日本の国勢調査では、世帯主が異性の世帯員を「配偶者」と答えた場合、正式な夫婦でなく内縁や事実婚という状態でも回答通り「配偶者」として集計される。
一方、同性の世帯員を「配偶者」と答えた場合、集計過程において別の回答選択肢である「他の親族（おじ、おば、いとこなど）」へと回答が変更される。結果として同性カップルは婚姻関係として数えられず、集計上に表れない。

#### 要望と拒否
この仕様について、2020年8月25日に9つのLGBT団体が連名で、国勢調査を管轄する総務大臣であった高市に「同性カップルの集計・発表を求める要望書」を提出した。
しかし、高市は同日「我が国の婚姻制度は異性間に現在は限定されており、国勢調査における婚姻関係も異性間に限定される」と述べ、同要望を拒否した。

#### 司法の判断
なお、婚姻に準じた「事実婚」が同性カップルで成立するか否かが争点であった損害賠償請求訴訟で、2019年9月の一審・宇都宮地裁真岡支部は、婚姻を「両性の合意のみに基づいて成立」とする憲法24条は「制定当時は同性婚が想定されていなかったにすぎず、同性婚を否定する趣旨とまでは解されない」と指摘し、「同性カップルでも一定の法的保護を与える必要性は高い」と判決を出した。2020年3月の二審・東京高裁判決は「社会観念上、夫婦と同様であると認められる関係をつくろうとしていた。婚姻に準じる関係だった」と認め、民法上の権利侵害については法的保護の対象になるとした。最高裁判所は2021年3月、同性カップルでも法的保護の対象だと判断した一、二審判決を是認し、「同性カップルでも法的保護の対象である」と判断した。
同性どうしの結婚が認められないのは憲法で保障された「婚姻の自由」や「平等原則」に反するとして、北海道の同性カップル3組6人が国に損害賠償を求めた訴訟の判決で、札幌地裁は2021年3月、同性婚が認められないことは「法の下の平等」を定めた憲法14条に違反すると認定し、「性的指向は人の意思で選択、変更できない。同性愛者が婚姻によって生じる法的効果の一部すら受けられないのは、立法府の裁量の範囲を超えた差別的な扱いだ」と指摘した。

### 選択的夫婦別姓に対する見解
高市は選択的夫婦別姓へ否定的な立場を堅持しており、同制度へ反対する議員連盟「『絆』を紡ぐ会」の共同代表を2021年時点で務めていた。
2021年9月のインタビューで高市は明確に別姓へ反対し、現行の夫婦同姓制度へ賛同して「日本は歴史上、『家族』を社会の基礎単位としてきた。夫婦親子同姓という戸籍上のファミリーネームは明治時代以来の公序良俗として確立し、社会に定着している。今後も守るべきだ」と語った。

#### 「旧姓の通称利用を拡大すればよい」
また、別姓賛成派の主張として「結婚後に夫婦の一方が必ず姓を変更しなければならないことで、仕事上の連続性がなくなり不利益がある。自分が自分でなくなる気がする」というものがある。
これに対して高市は次のように反論した。
- 戸籍の姓と旧姓とを併記することが、既にマイナンバーカードやパスポート、住民票などのほか、弁護士など多くの国家資格で認められており、旧姓を通称として使用できる企業も増えている[119]。
- 姓を変えることで不利益があるのなら、家族の一体感を守るためにも夫婦同姓を堅持したうえで、旧姓を通称として使用できる場面を拡大して不利益をなくすことが現実的だ[119]。

#### 「日本には日本の制度がある」
ほかに、別姓賛成派の主張として「国際社会で夫婦同姓を法律で義務付けている国は、日本以外に見当たらない」という意見もあるとされる。
これに対して高市は次のように反論した。
- モンゴルのように姓がない国もあれば、かなり長いミドルネームを付ける事例もある[119]。
- 家族をめぐる諸制度は、各国の歴史や文化に根差すものだ。あくまで日本は日本だ[119]。

#### 「家族の根幹が損なわれる」
さらに高市は、選択的夫婦別姓を認めることで現行の戸籍制度が影響を受けることを懸念し、次のように述べた。
- （現行制度のもとで）結婚すると、夫婦やその間に生まれた子供は同じ戸籍に登載される。これにより姓は『家族の名称』という意味を持つ[119]。
- しかし、別姓になれば姓は単なる『個人の名称』になる。たとえ夫婦が同姓か別姓かを選択する制度にしても、別姓派のように家族共通の呼称を持たない存在があることを認める以上、結局は制度としての家族の呼称は廃止せざるを得なくなるだろう。この問題は家族の根幹に関わる[119]。
- また、別姓を認めると、子供が夫と妻のどちらの姓を名乗るのか、どの時点で決めるかといった問題も生じかねない[119]。
  - ただし、1996年（平成8年）の法制審議会答申では、『夫婦が各自の婚姻前の氏を称する旨の定めをするときは、夫婦は、婚姻の際に、夫又は妻の氏を子が称する氏として定めなければならないものとする。』、『子が父又は母と氏を異にする場合には、子は、家庭裁判所の許可を得て、戸籍法の定めるところにより届け出ることによって、その父又は母の氏を称することができるものとする。』とあり、子供が名乗る姓についての対応は既に検討されている[306]。

#### 「（旧姓でも）不動産登記できます」（不正確な発言）
2024年9月9日の自民党総裁選立候補表明会見で、「選択的夫婦別氏を実現するとおっしゃっていた候補予定者の中に、（旧姓では）不動産登記ができないと答えておられた方がいたが、不動産登記できます。今年の4月から旧氏でできるようになっております」と発言した。
しかし、法務省によると、不動産登記は2024年4月から土地などの所有者の戸籍上の氏名に旧姓を併記できるようになったが、旧姓は「登記名義人の氏名を補足する事項」との位置づけで、旧姓のみでの登記はできない。たとえば「佐藤花子（鈴木花子）」といった具合に、旧姓はかっこ書きで表記される。不動産登記では、あくまで戸籍上の氏名が必要である。

#### 子供の姓と離婚について
上記発言に関連して、高市は2020年12月にも同姓制度を擁護する趣旨で「父母の氏が違う場合、『子どもに対して良くない影響がある』と回答した者が62.8%にのぼる」と語った。
これに対して、ジャーナリストの佐々木俊尚が次のように質問した。
- では、高市は旧姓の通称使用にも反対しなければならないのではないか。単に戸籍という書類上の姓が異なることのみよりも、（旧姓の通称利用によって）日常生活で両親が異なる姓を使うことのほうが、子どもへの影響が大きいはずではないか[308]。
- さらに、その論理だと、離婚もしてはならない（両親の姓が変わるため）ということになるのではないか[308]。

しかし、高市はこれに対して明白な回答を行わなかったと佐々木は述べている。
なお高市本人は結婚後も旧姓を使用し続け、2007年に高市は自身のホームページ上で血は繋がらない子ども（夫の連れ子）がいることを公表しているが、2017年には夫であった山本拓と離婚し身をもって自身の主張を裏付けた。
2021年12月には山本拓と再婚したが、その際に山本拓は高市拓に改姓した。週刊文春の記者が、山本拓の長男で福井県議の山本建に聞くと、「（記者に聞かれたので）父に今電話したところ、高市拓になったそうです」と山本建は答えた。「姓は『家族の名称』という意味を持つ」と高市は語っていたが、その息子は父親の姓が変わったことすら知らされていなかったことになる。
- 2002年の「ネコ撫で声の『男女平等』に騙されるナ！クタバレ『夫婦別姓」という記事の中では、高市は「私も早く姓を変えたいなと思っているんですけど。……相手の姓を名乗り、そして一緒のお墓に入るのよね（笑）。」と発言していた[182]。
- 2010年4月に高市は自身のホームページに、『現在、私は、福井県鯖江市に所在する「山本家先祖代々の墓」に入れてもらえる予定ですが、戸籍上も山本という氏を捨てることとなれば、息子や娘に、別途「高市早苗の墓」を建立してもらう必要が生じます。』と述べていた[311]。
- 2024年現在、夫の高市拓は、旧姓の山本を使用して政治活動を行なっている[312]。

### 「日本国旗損壊罪」新設をめぐる発言
2021年1月27日、高市は自身のホームページ内コラム「日本国旗損壊等の罪を新設する『刑法改正案』の再提出に向けて」において、次のように記した。
日本が、諸外国の法制度と正反対に、「自国の国旗損壊等」については刑罰規定が無く、「外国の国旗損壊等』については刑罰を設けている理由ですが、奥野信亮法務部会長が法務省刑事局に確認して下さったところ、『敗戦国なので、このような形になり、そのままになっている」ということだったそうです。

#### 否定と撤回
しかし、刑事局参事官の栗木傑は毎日新聞の取材に対し「局としてそのような回答をした事実はない」と否定した。また当の奥野も「法務省幹部からそう聞いたと記憶しているが、間違っているかもしれない」と発言した。
同紙の取材後、高市は何らの釈明なく、当該部分を削除した。

#### 備考
なお、自国の国旗を損壊することに対する処罰を行う国家としては、中華人民共和国（中国）がある。但し、その中国にしても、政府記者会見で“開始の前に国旗に一礼”などはしていない。
また、高市のいう「敗戦国」に対する「戦勝国」であるアメリカ合衆国には、米国旗を損壊することを禁止する「国旗保護法」（1968年制定）が存在はするものの、同法は1989年と1990年の2度にわたり連邦最高裁判所において憲法違反と判定され、事実上無効化されている。
自国の国旗を毀損する法律は日本には無いが、「外国国章損壊罪」は存在する。産経新聞大阪本社正論室次長・白岩賢太は「外国の国旗の損壊罪は存在するのに自国の国旗の損壊罪がないのが不思議だ」と主張する。

### 「デタラメを公共の電波で言うのはやめていただきたい」発言
2022年6月19日、NHK『日曜討論』でれいわ新選組の大石晃子政審会長に「数十年にわたり法人税は減税、お金持ちは散々優遇してきたのに消費税減税だけはしないのはおかしい」と追及されると、高市は「れいわ新選組から消費税が法人税の引き下げに流用されているかのような発言が何度かありました。これは事実無根だ」と色をなして反論し、消費税は法律で社会保障に使途が限定されているとして「デタラメを公共の電波で言うのはやめていただきたい」とまで言い放った。
しかし、財務省の「一般会計税収の推移」によると、消費税が導入された1989年度の消費税収は3.3兆円だったが、2021年度は21.1兆円と6倍に膨れ上がっている一方、法人税は19兆円から12.9兆円へと6.1兆円も減税されている。
また、2019年1月の衆参本会議でも、安倍首相（当時）は「少子高齢化を克服し、全世代型社会保障制度を築き上げるために、消費税率の引上げによる安定的な財源がどうしても必要です。（略）8％への引上げ時の反省の上に、経済運営に万全を期してまいります。増税分の5分の4を借金返しに充てていた消費税の使い道を見直し、2兆円規模を教育無償化などに振り向け、子育て世代に還元いたします」と発言していた。
安倍首相（当時）は、消費税増税分の8割を国の借金返済に使っていたことを認めていたため、消費税は法律で社会保障に使途が限定されているという高市の主張と矛盾した。翌20日のツイッターでは〈#平気で嘘をつく高市早苗〉という言葉がトレンド入りした。

### 放送法内部文書「捏造でなければ議員辞職」発言
2023年3月2日夕方、立憲民主党参議院議員の小西洋之が国会内で記者会見し、首相官邸側と総務省側とのやりとりだとする内部文書を公表。A4で78ページある文書のPDFファイルを自身のウェブサイトに掲載した。同文書は、番組の政治的公平性を定めた放送法の政府解釈を安倍政権時の2016年2月に事実上変更する際、作成されたものとされ、2014年から15年にかけての当時の官邸幹部らが安倍から聞き取ったとされる発言や、高市、礒崎陽輔首相補佐官（当時）らの発言とされる内容が記載されている。小西は総務省の職員から提供を受けたとし、「同じものが総務省放送政策課に存在するという確認を受けている」と会見で述べた。
同日、高市は記者団に「怪文書だと思う」と述べた。一方、礒崎陽輔は、同日の共同通信の取材に「総務省との間で意見交換したとする文書の内容は事実だ」と答えた。
同年3月3日、小西は参議院予算委員会で、総務省大臣官房の平川薫参事官が2015年3月9日に安藤友裕情報流通行政局長に宛てた連絡メモに言及。そこには高市と安倍晋三首相（当時）の電話会談の結果が「政治的公平に関する件で高市大臣から総理に電話（日時不明）。総理からは、『今までの放送法の解釈がおかしい』旨の発言。実際に問題意識を持っている番組を複数例示？（サンデーモーニング他）」と記されていた。小西が、安倍の口から『サンデーモーニング』などの番組名を聞いたことがあるかと質問すると、高市は「放送法について、安倍総理と何か打ち合わせをしたり、レクをしたりしたことはございません」と答弁したあと、「全くそれは捏造文書だと考えております」と言い切った。小西が「この文書は最高幹部に共有された超一級の行政文書です。仮にこれが捏造の文書でなかったら、大臣、そして議員を辞職するということでよろしいですね」と念を押すと、高市は「結構ですよ」と答えた。そして「私を辞めさせようとしたのかどうかわかりませんが、非常に悪意をもってつくられた文書だと思います」と述べた。
文書には「配布先」として、桜井俊総務審議官（当時）、福岡徹官房長（同）、今林顕一総括審議官（同）、安藤友裕情報流通行政局長（同）らの名が記載されているが、総務省関係者は取材に対し「（官僚幹部らは）真偽については口を割らないだろう。それゆえ高市大臣はたかをくくっているのだろう」という見立てを示した。同日、礒崎は朝日新聞の取材に応じ、「首相補佐官の在任中に、総務省の局長と政治的公平性に関する放送法の解釈について意見交換し、補充的説明をするに至ったのは事実」と述べた。文書に示された新解釈を加える一連の経緯をおおよそ認めた。
同年3月6日、松本剛明総務大臣は参議院予算委員会で、放送法の「政治的公平」を巡る新たな見解を示したきっかけが、礒崎からの問い合わせだったことを認めた。
同年3月7日午前、松本は記者会見し、文書について「すべて総務省の行政文書であることが確認できた」と認めた。同日、高市は記者会見し、「私に関係する4枚の文書は不正確だと確信を持っている」として辞職を否定した。総務省作成文書は捏造との認識に変わりはないかと問われると、変わりはないと答えた。同日午後、総務省情報流通行政局放送政策課は、省内で保存している78ページの内部文書を正式な行政文書としてホームページに公開した。
同年3月8日、小西は参議院予算委員会で、高市が出席したとされる2015年2月13日の総務大臣レクについて、「大臣レクの存在そのものがなかったと考えるのか」と質問。高市は「このようなレクを受けたはずはない」と答弁した。それとともに「礒崎さんという名前、もしくは放送行政に興味をお持ちだと知ったのは今年3月になってからです」と述べた。3月9日の同内閣委員会の答弁でも「礒崎さんという名前は今年3月になって初めて聞きました」と繰り返した。同日、ANNニュースは、高市が2013年に大分県由布市で行った講演の映像を発掘。報道により、高市が「この夏は礒崎陽輔さん、ほんまにお世話になりました。今も総理の側近で官邸の中で補佐官として大活躍してくれてはります」と発言し、礒崎が夫と似ているため「主人と思って手を振ったら礒崎さんだったことが2回ほどあった」というエピソードまで披露していたことが明らかとされた。予算委員会での発言内容と矛盾することから、インターネットで高市に対する批判が集中した。同日、朝日新聞は社説で「文書が作られた当時の総務省を率いていたのは高市氏本人である」と述べ、正確性に疑義があったとしてもその責任は高市が負うべきものと説いた。
同年3月11日放映のTBS番組『報道特集』に、総務省で放送行政に携わったという元官僚が出演。膳場貴子キャスターが「行政文書で官僚が意図的に中身を変えるというようなことはあるのか？」と問うと、元総務省官僚は「（官僚は）後から突っ込まれたりしたときに、『ちゃんとこれは逃げられるようになっているかな』と常に考えていた。なので、捏造するということは、当然だが、ない。それを残すということもないと思う」と証言した。3月13日、総務省情報流通行政局の小笠原陽一局長は、参議院予算委員会での福山哲郎の質問に対し、高市が「存在しなかった」としている2015年2月13日の大臣レクは「あった可能性が高いと考えられる」と明らかにした。3月14日、閣議後の会見で、高市は上記大臣レクについて、改めて存在を否定した。一方、松本総務大臣は「大臣レクはあった可能性が高いと考えられる」と説明した。
前述の朝日新聞のほか、毎日新聞は社説で「担当閣僚だった高市氏の責任は重い」（3月8日）と述べ、東京新聞は「放送番組への露骨な政治介入で、不当な新解釈は撤回すべき」（3月9日）と訴えた。メディアからこうした批判が続く中、旧統一教会系の『世界日報』は3月14日付の記事で「一つでも『極端な場合』は政治的不公平と判断するのは当然だ」と反論。朝日、毎日、東京の社説に言及し、「左派3紙と一部野党は高市氏批判を安倍政権批判へと発展させ、何が何でも安倍氏の業績を葬り去ろうとしている」と高市を擁護した。
同年3月15日の参議院予算委員会で、立憲民主党の杉尾秀哉の質疑に対し、高市は「私が信用できない、答弁が信用できないんだったら、もう質問をなさらないでください」と答弁した。
同年3月17日、総務省は、政治的公平性をめぐる行政文書について、関係者への聞き取り結果を新たに公表した。礒崎は同省の調査に応じ、「総務省に対し、放送法の解釈について問い合わせを行い、何回か意見交換をしたのは事実」「補充的な説明をしてはどうかと意見したことは記憶にある」と証言した。同省は公表に際し、「安倍氏への放送法関連のレクはあったと考えられる」とし、高市が存在を認めていない2015年2月13日の大臣レクについても「あった可能性が高いと考えられる」とした。「作成者および同席者も、この時期に、放送部局から高市大臣に、放送法の解釈を変更するという説明を行ったと認識を示す者はいなかった」としている。また、放送法の解釈を巡って高市と安倍が電話で話したとの行政文書について「資料の作成者が不明で、電話の有無は確認されなかった」と説明した。
同年3月20日、参議院予算委員会の冒頭で、末松信介委員長は15日の高市の発言「信用できないならもう質問しないでください」について言及し、「誠に遺憾。この場で注意させていただきたい」と述べた。続いて自民党の広瀬めぐみも「与党・自民党の立場としても遺憾」と述べ、誠実な答弁を求めた。高市が退席しようとした際、末松は高市を呼び止め、「表現はまったく適切ではない。敬愛の精神を忘れている」と指摘。「議員の質問権を揶揄、否定するのは本当に大きな間違いであると思う」と述べた。予算委員長が閣僚にこのような注意をするのは異例とされる。高市は小西の質問のあと、15日の発言を撤回した。
同年3月24日発売の『月刊Hanada』5月号に「高市早苗独占インタビュー 『小西文書』は絶対に捏造です」と題した記事が掲載される。また、同日発売の『月刊WiLL』5月号では、高市は「独占手記 捏造です！事実に二つなし」と題した文章を寄稿した。
同年3月27日の参院予算委員会で、「複数の職員に確認をした結果、この文書が"差し込まれた"ことについて、その事情は理解した」「公訴時効は過ぎている」等と発言。高市に関する4文書はすべて「作成目的」不明、うち3つは「作成者」と「配布先」も不明であるが、「1枚は記録者が入っている。（文書に）入っている方々について『法的問題はない』『既に公訴時効も過ぎている』といったこともしっかり確認したうえで答弁した」と発言。これに関し石井孝明は「高市氏の答弁を聞く限り、官僚側による違法行為の可能性を含めて真相を把握していることになる。総務省が放送法改正を避け、そうした方向に持っていく政治家を外そうとした可能性は否めない。多くの国民が真相解明を望んでおり、国会への証人喚問などで早期に問題を決着させるべきだ」と述べた。

### 大学教員時代
近畿大学の教員時代、ゼミに所属する学生が夏休みを利用し、インターンに参加することになったが、インターンの期間が大学の前期試験と被る等なかなか条件が合わなかった。そこで直接各企業の住所等を調べ、社長宛の手紙を出したり、訪問するなどして、学生がインターンに参加できるよう奔走していた。またゼミ生に対してインターンに参加してもらいたいと考えるようになったきっかけは、若者の「職業観」の変化に不安を覚えたためであると語っている。インターンを通じて現実の厳しさや社会のルールに触れることによって「改めて職業というものを考え、自分に足りないものは何かを見つけることが出来たなら、残り１年半の学生生活の過ごし方も変わってくるのではないか」と想いを語っている。

## 人物

### 思想・信条
- 安倍晋三元首相の側近で、初の女性総理・総裁候補の一人とされる[356]。
- 座右の銘は「高い志  広い眼  深い心」[18]。
- 尊敬する人物は松下幸之助と両親[18]。
- 目標とする政治家はマーガレット・サッチャーで、対面したことがある[18]。
- 大切にしているものは「国家観」と「信念」[18]。

### 家族・親族
- 夫は自民党元国会議員の山本拓（2004年 - 2017年、2021年 - ）。山本は調理師資格を持ち夫婦の食事を作った[56]。2006年の第1次安倍内閣では妻の高市が大臣（特命大臣）、夫の山本が副大臣（農林水産副大臣）であった[56]。山本との間に子供はいないが、養子を迎えている。2017年に一度離婚したが[357]2021年12月に再婚している（山本はこの年10月の選挙で落選、再婚の際には山本が高市姓に改姓した。）[310]。山本には最初の妻とのあいだの連れ子が3人おり、2023年時点で孫も4人いる。

### 統一教会との関係
- 1992年、衆議院議員選挙に2度立候補し落選した（1回目は無所属、2回目は自民党公認）統一教会信者の阿部令子を応援するイベントがホテルニューオータニ大阪で開催。高市はこのイベントで挨拶した[358]。阿部はかつて霊感商法に関わっていたとされ、渡辺美智雄の秘書も務めていた[358][359]。
- 2019年3月17日、高市が代表を務める「自由民主党奈良県第二選挙区支部」は政治資金パーティー「Fight On!! Sanae 2019 高市早苗支部長の出版をみんなで祝う会」をシェラトン都ホテル大阪で開催[360]。統一協会の関連団体「世界平和連合奈良県連合会」がパーティー券を計4万円購入した疑いがあると、しんぶん赤旗によって2022年9月に報じられた。同年9月26日、高市は記者会見し「そのような事実はない」と否定した[361]。
- 2022年6月1日、高市が参加した全国教育問題協議会の会合に、統一教会の関連団体「国際勝共連合」幹部の青津和代も出席していた[362][363]。
- 2022年8月9日、毎日新聞は、統一教会との関わりの有無を高市に問い合わせた。同年8月10日、第2次岸田改造内閣が発足し、高市は経済安全保障担当大臣に就任。就任後初の記者会見で、世界日報社の月刊誌『ビューポイント』の2001年4月号で他の政治家や政治評論家と対談したことがあると公表した[364]。「大好きだった評論家の細川隆一郎先生からのお誘いで喜んで参加した対談でした」と高市は説明している[365]。ところが2023年3月、しんぶん赤旗は日曜版で、高市はそのほかに日刊紙『世界日報』に1994年4月、1995年1月、1996年1月、1997年3月、2001年1月の計5回登場していたことが判明したと報じた[366]。
  - 細川隆一郎は1992年8月12日、産経新聞の紙面に〈私たちは"国際合同結婚式"を応援します〉という意見広告が掲載された際、広告主である「国際合同結婚式を支持する学者・文化人の会」に名を連ねた[367]。会の連絡先は、統一教会の信者で運営されている「世界平和教授アカデミー」と同じだった[367]。
  - 2022年8月19日、高市は「統一教会イコール世界平和家庭連合であるとか、イコール勝共連合であるということを、8月になって報道がなされるまで分からなかった」と述べた[368]。高市は過去の選挙で、教団の政治組織「国際勝共連合」が支援する候補者と「激しく戦った経験を持つ」とも主張[368]。自身の陣営スタッフから、相手陣営に「勝共連合がついている」との説明を受けたが、「それがイコール統一教会との理解はできていなかった」と話した[368]。
  - 「夫婦別姓。私は大反対」「私は家長制度が復活してもいいと思う」（1996年1月9日付世界日報）、「いくら選択的別姓といっても、家族の絆に影響を与えると思う」（1997年3月17日付世界日報）などと、統一教会の思想と共通するような発言を繰り返していた[180]。
- 2024年8月に、高市が全国の自民党員らに対して送付していた、自身の政策をまとめたリーフレットが、自民党員や党友などとして登録されているとみられる統一教会の信者にも郵送で届けられていた[369]。
  - 妻が統一協会の信者で、高額献金の被害をしんぶん赤旗に語ったAは、自民党総裁選の告示直前に高市からリーフレットが郵送で届いたと明かした[369]。Aの妻は信者になるまで、政治活動に全く携わっていなかったが、リーフレットが届いたAの妻は、自民党員や党友などとして登録されているとみられる。「妻は選挙のたびに名簿で電話をかけたり、パンフレットを配ったりしている」とAは述べた[369]。

### 天理教との関係
- 2007年3月、高市が天理教の機関誌「天理時報」で教団の資格を持つ信者を表わす「ようぼく」として紹介されたと共産党機関誌「しんぶん赤旗」が報じたが、高市は信者であることを否定している[370]。
  - しんぶん赤旗は2007年3月に、「天理教平和の会（長谷川俊夫会長）はこのほど、信者である六閣僚に憲法九条擁護を求める書簡を送りました。書簡の送付先は天理教信者として公表されている柳沢伯夫・厚生労働、甘利明・経済産業、久間章生・防衛、高市早苗・内閣府特命の各大臣（資格をもつ信者を表す「ようぼく」）と、本部で教理受講中の信者を意味する「別席運び中」の伊吹文明・文部科学、長勢甚遠・法務の両大臣。」と報じた[371]。
- 2014年11月18日、高市は自身のブログに「天理教教会本部西田先生他ご来訪」というタイトルの記事を掲載した[372]。

- 週刊ポスト（2015年1月1・9日号）は、高市が代表を務める「自民党奈良県第2選挙区支部」が教団本部に会費名目で2万円を支払ったほか、教団機関紙「天理時報」を発行する天理時報社に、封筒代や印刷代などを支出していたことを報じている[370]。
- 一般社団法人「天理青年会議所」の公式サイトに、「2023年9月16日に天理青年会議所50周年記念式典を天理教おやさとやかた陽気ホールにて行いました。記念式典では高市早苗大臣始めご臨席賜りました多くのご来賓の皆様からお心のこもったご祝辞を頂戴し誠にありがとうございました。」という紹介文と共に、高市が記念祝典で祝辞を述べている写真が掲載された[373]。

### 趣味・嗜好
- 好物はコロッケ、たらこご飯、豚まん[18]。
- 喫煙者である[374]。
- ソムリエ・ドヌールの肩書を持つ[18]。
- 趣味はスクーバダイビング、楽器演奏、野球や武道などの観戦[18]。

#### モータースポーツ
- 愛車は学生時代には二輪車、その後に中古のトヨタ・セリカXXと乗り継ぎ、1988年にトヨタ・スープラ（A70型）を新車で購入。2010年まで使用していた[375]。バイクで最も長く乗った愛車はカワサキ・Z400GP。与野党有志によるバイカーズ議連にも参加している[376]。

#### バンド
- バンドの担当はドラム[377]。中学の頃から議員初当選後も続けており、当時はいつもスティックを持ち歩いていた。「一組だと30分も叩いていると、折れてしまうことがあるため、いつも4組のスティックをカバンの中にひそませていた」という程である[378]。
- ヘヴィメタルに造詣があり、デーモン閣下のファンを公言している。2017年には電波法の啓発イメージキャラクターにデーモンを起用した[379]。
- 2021年自民党総裁選のさなか、コロナ禍で苦境にある音楽事業者への支援拡充の要望がデーモン閣下ら日本音楽事業者協会から高市にあった。しかしその後、大ファンであるX JAPANのYOSHIKIが河野太郎に応援メッセージを送ったことを知り、「携帯電話の待ち受けにしているぐらい好きなのに。もうショック」と安倍晋三に愚痴ったという[380]。

#### 阪神タイガース
- プロ野球・阪神タイガースの熱烈なファン（阪神ファン）であり、2003年1月には同じく阪神ファンを公言する著名人3人と座談会を行って「猛虎愛」を語った[注釈 25]。その相手は、自民党へ批判的なジャーナリストであり後に高市を攻撃して論戦を行う鳥越俊太郎や、後に自民党を離党して東京都知事になる小池百合子、そしてイデオロギーが大きく異なり後に社会民主党の党首になる福島瑞穂であった[381]。同会では小池が「阪神監督の星野仙一のサインがほしい」と発言し、高市が「ミーハー」と指摘した。また鳥越が「巨人は自民党のような存在」とたとえ、高市へ「おたくの4番打者（当時の自民党総裁かつ首相である小泉純一郎）、パフォーマンスはあるけど、打率が上がってないんじゃないか」と指摘するなど、和気藹々としたものであった[381]。

#### 漫画
- 『バリバリ伝説』にハマっていたと語っており[382]、他に『黄昏流星群』、『加治隆介の議』を好きな作品として挙げている[117]。

## 所属団体・議員連盟
- 障害者支援議員連盟（会長）[18]
- 『絆』を紡ぐ会（共同代表）[18][注釈 26]
- 婚姻前の氏の通称使用拡大・周知を促進する議員連盟（会長代行）[18]
- 自民党たばこ議員連盟（副会長）[18][133][383][384]
- 創生「日本」（副会長）[18]
- 皇室の伝統を守る会（副会長）[18]
- 公共放送のあり方について考える議員の会（副会長）[18]
- 日本会議国会議員懇談会（副会長）[18]
- ネット社会健全化推進議員連盟（副会長）[18]
- 保守団結の会（顧問）[18]
- 地下式原子力発電所政策推進議員連盟（顧問）[18]
- 4月28日を主権回復記念日にする議員連盟（幹事）
- 神道政治連盟国会議員懇談会（幹事）[18]
- 日本の前途と歴史教育を考える若手議員の会（幹事長代理）
- 天皇陛下御即位二十年奉祝国会議員連盟（事務局次長）
- 北朝鮮に拉致された日本人を早期に救出するために行動する議員連盟
- 日本ウイグル国会議員連盟
- 再チャレンジ支援議員連盟
- みんなで靖国神社に参拝する国会議員の会
- 平和を願い真の国益を考え靖国神社参拝を支持する若手国会議員の会
- トラック輸送振興議員連盟
- 日本の水源林を守る議員勉強会
- TPP交渉における国益を守り抜く会
- 日本の尊厳と国益を護る会

他多数

## 出版

### 著書
- 『アズ・ア・タックスペイヤー 　―政治家よ、こちらに顔を向けなさい―』〈ノン・ブック〉、祥伝社、1989年11月10日。ISBN 9784396103002。[18][注釈 27]
- 『アメリカの代議士たち　―米国連邦議会の素顔―』主婦の友社、1990年2月14日。ISBN 9784079352802。[18]
- 『政治ギャル、永田町を叱る！』EPICソニー、1990年3月20日（オーディオブック）
- 『アメリカ大統領の権力のすべて』ベストセラーズ、1992年5月10日。ISBN 9784584181362。[18]
- 『30歳のバースディ　―その朝、おんなの何かが変わる―』大和出版、1992年6月5日。ISBN 9784804701301。[18]
- 鬼定佳世『政治・経済のしくみ　―30分ポイント読み―』〈Asuka business & language books〉、明日香出版社、1994年8月23日。ISBN 9784870307285。
- 『高市早苗のぶっとび永田町日記』サンドケー出版局、1995年8月25日。ISBN 9784914938857。[18]
- 『新しい日本　―サッチャーからの提言―』PHP研究所、1998年1月5日。ISBN 9784569559476。（「松下政経塾出身政治家の会」として執筆に参加）[18]
- 日本の前途と歴史教育を考える若手議員の会（編）、1997年12月23日『歴史教科書への疑問 : 若手国会議員による歴史教科書問題の総括』日本の前途と歴史教育を考える若手議員の会。ISBN 9784886561442。[18]
- 『21世紀日本の繁栄譜』PHP研究所、2000年1月10日。ISBN 9784569609386。（「松下政経塾出身国会議員の会」として執筆に参加）[18]
- 『小沢民主党は信用できるか』PHP研究所、2008年2月22日。ISBN 9784569697949。（編著）[18]
- 『サイバー攻撃から暮らしを守れ! 　―「サイバーセキュリティの産業化」で日本は成長する―』PHP研究所、2018年12月14日。ISBN 978-4569840352。（編著）
- 『美しく、強く、成長する国へ。　―私の「日本経済強靱化計画」―』〈WAC BUNKO ; B-352〉、ワック、2021年9月15日。ISBN 978-4898318522。
- 櫻井よしこ『ハト派の嘘』〈産経セレクト ; S-026〉、産経新聞出版、2022年5月24日。ISBN 978-4819114141。
- 『日本の経済安全保障　―国家国民を守る黄金律―』飛鳥新社、2024年7月8日。ISBN 978-4868010340。
- 『ジャパン・ファースト』高市早苗, 藤井聡:共著、ビジネス社、2025年9月。978-4828427386。

### 関連本
- 小林よしのり『希望の国・日本 : 九人の政治家と真剣勝負』飛鳥新社、2010年5月10日。ISBN 9784870319974。

## 出演
| 期間                                       | 期間                                       | 番組名                               | 役職       |
| ------------------------------------------ | ------------------------------------------ | ------------------------------------ | ---------- |
| 1990年11月5日                              | 1991年3月29日                              | 朝だ!どうなる（フジテレビ系列）      | 司会       |
| 1992年                                     | 1992年                                     | アプラスフィナンシャル（旧・大信販） | CM出演     |
| 2021年7月10日・7月24日・12月11日・12月25日 | 2021年7月10日・7月24日・12月11日・12月25日 | 東京ホンマもん教室（東京MX）         | ゲスト出演 |
| 2021年9月2日                               | 2021年9月2日                               | ひるおび!（TBSテレビ系列）           | ゲスト出演 |

## 選挙歴
| 当落 | 選挙                     | 執行日         | 年齢 | 選挙区           | 政党       | 得票数     | 得票率 | 定数 | 得票順位 /候補者数 | 政党内比例順位 /政党当選者数 |
| ---- | ------------------------ | -------------- | ---- | ---------------- | ---------- | ---------- | ------ | ---- | ------------------ | ---------------------------- |
| 落   | 第16回参議院議員通常選挙 | 1992年07月26日 | 31   | 奈良県選挙区     | 無所属     | 15万9274票 | 30.15% | 1    | 2/4                | /                            |
| 当   | 第40回衆議院議員総選挙   | 1993年07月18日 | 32   | 奈良県全県区     | 無所属     | 13万1345票 | 17.69% | 5    | 1/8                | /                            |
| 当   | 第41回衆議院議員総選挙   | 1996年10月20日 | 35   | 奈良県第1区      | 新進党     | 6万507票   | 37.00% | 1    | 1/4                | /                            |
| 当   | 第42回衆議院議員総選挙   | 2000年06月25日 | 39   | 比例近畿ブロック | 自由民主党 | ーー票     | ーー   | 30   | /                  | 1/7                          |
| 落   | 第43回衆議院議員総選挙   | 2003年11月09日 | 42   | 奈良県第1区      | 自由民主党 | 6万5538票  | 39.70% | 1    | 2/3                | 13/9                         |
| 当   | 第44回衆議院議員総選挙   | 2005年09月11日 | 44   | 奈良県第2区      | 自由民主党 | 9万2096票  | 44.53% | 1    | 1/4                | /                            |
| 比当 | 第45回衆議院議員総選挙   | 2009年08月30日 | 48   | 奈良県第2区      | 自由民主党 | 9万4879票  | 44.71% | 1    | 2/4                | 3/9                          |
| 当   | 第46回衆議院議員総選挙   | 2012年12月16日 | 51   | 奈良県第2区      | 自由民主党 | 8万6747票  | 46.71% | 1    | 1/5                | /                            |
| 当   | 第47回衆議院議員総選挙   | 2014年12月14日 | 53   | 奈良県第2区      | 自由民主党 | 9万6218票  | 61.31% | 1    | 1/3                | /                            |
| 当   | 第48回衆議院議員総選挙   | 2017年10月22日 | 56   | 奈良県第2区      | 自由民主党 | 12万4508票 | 60.08% | 1    | 1/3                | /                            |
| 当   | 第49回衆議院議員総選挙   | 2021年10月31日 | 60   | 奈良県第2区      | 自由民主党 | 14万1858票 | 64.64% | 1    | 1/3                | /                            |
| 当   | 第50回衆議院議員総選挙   | 2024年10月27日 | 63   | 奈良県第2区      | 自由民主党 | 12万8554票 | 60.19% | 1    | 1/4                | /                            |